# Saint-Jean-Trolimon
Pour les articles homonymes, voir Saint-Jean.
Saint-Jean-Trolimon [sɛ̃ ʒɑ̃ tʁɔlimɔ̃] est une commune du département du Finistère, dans la région Bretagne, en France.

## Géographie
| Baie d'Audierne | Tréguennec          | Plonéour-Lanvern |
| Baie d'Audierne | Saint-Jean-Trolimon |                  |
| Baie d'Audierne | Plomeur             |                  |

### Description

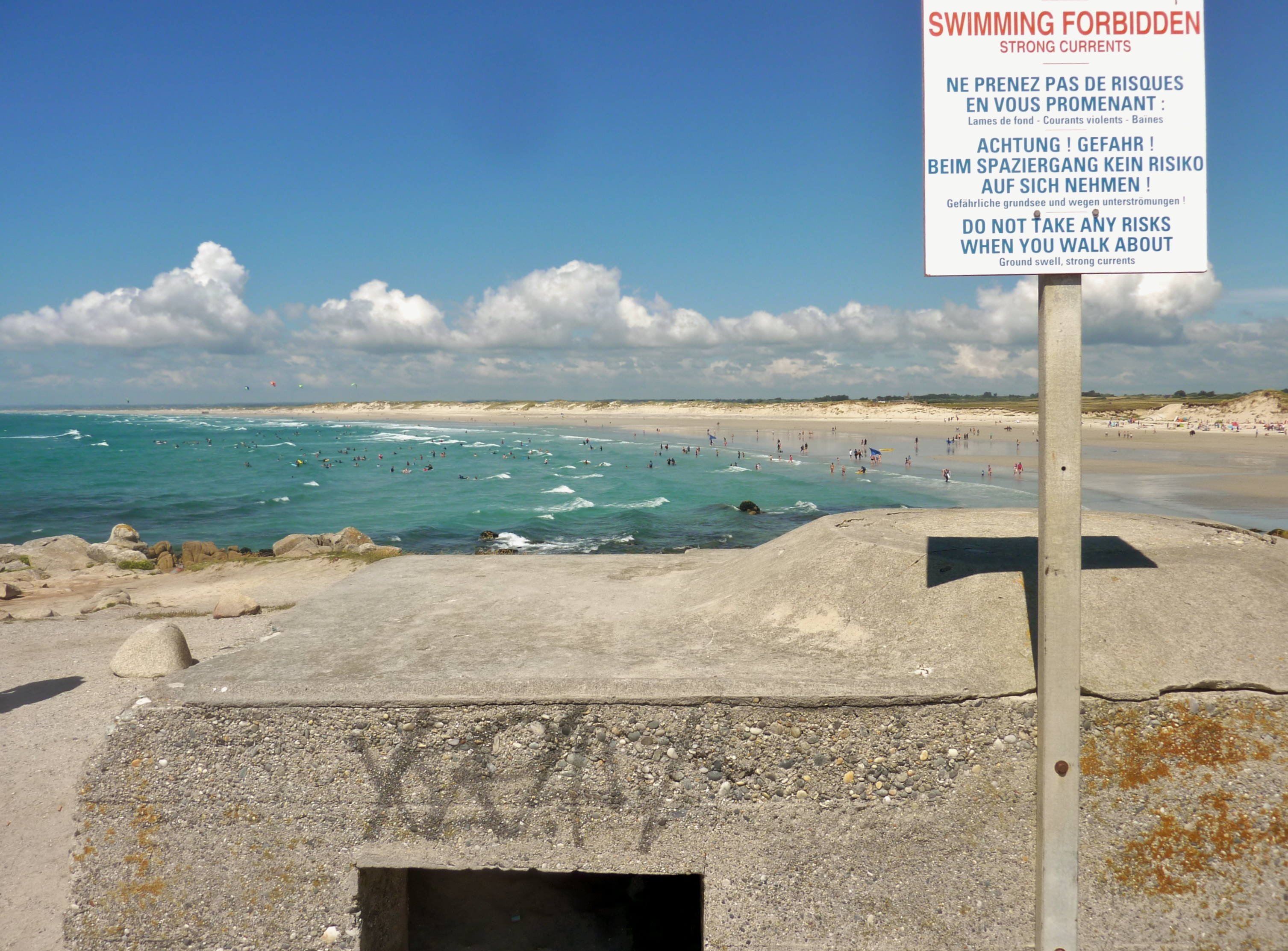
La plage de Tronoen vue de la Pointe de la Torche.

Saint-Jean-Trolimon est située à la pointe de la Bretagne dans le Finistère-sud, en pays Bigouden. La commune dispose d'une façade littorale donnant sur la baie d'Audierne, une partie de la plage de Tronoan (Tronoën) et des dunes la bordant lui appartenant.
Saint-Jean-Trolimon est implantée au sud-ouest du Finistère dans le canton de Plonéour-Lanvern. Elle est située et à 24 km au sud-ouest de Quimper, son chef-lieu d'arrondissement, à 4 kilomètres à l'ouest de Pont-l'Abbé et à 5 km au sud de la vaste commune de Plonéour-Lanvern, dont une langue de terre qui s'avance jusqu'à la mer au niveau de l'étang de Saint-Vio sépare le finage communal en deux parties ; la partie sud, où se trouve le bourg, est aussi au sud et au sud-est limitrophe de Plomeur, et contient comme principaux hameaux Tréganné, Kerfilin, Kérioret, Ouernel, Tronoan et Stand ; tandis que la partie nord, plus petite en superficie, est totalement enclavée dans la commune de Plonéour-Lanvern et contient comme principaux hameaux Kerstrad, Kersine, Kergonan, Kerbascol et Saint-Ivy ; elle correspond à l'ancienne trève de Gorré-Beuzec. 

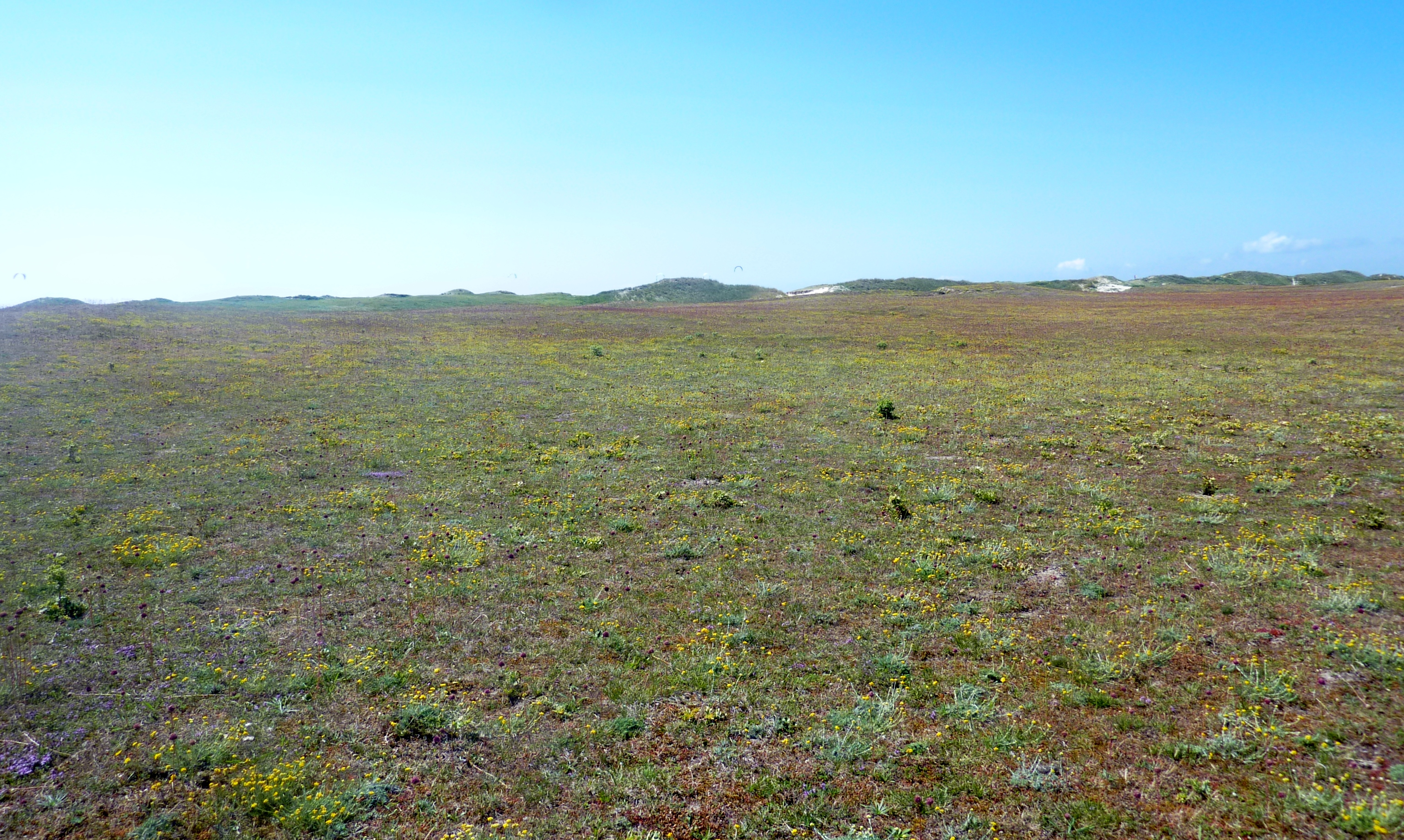
Les dunes bordant la plage de Tronoan et leur végétation naturelle à proximité de Kerdraffic, à la limite des communes de Plomeur et Saint-Jean-Trolimon.
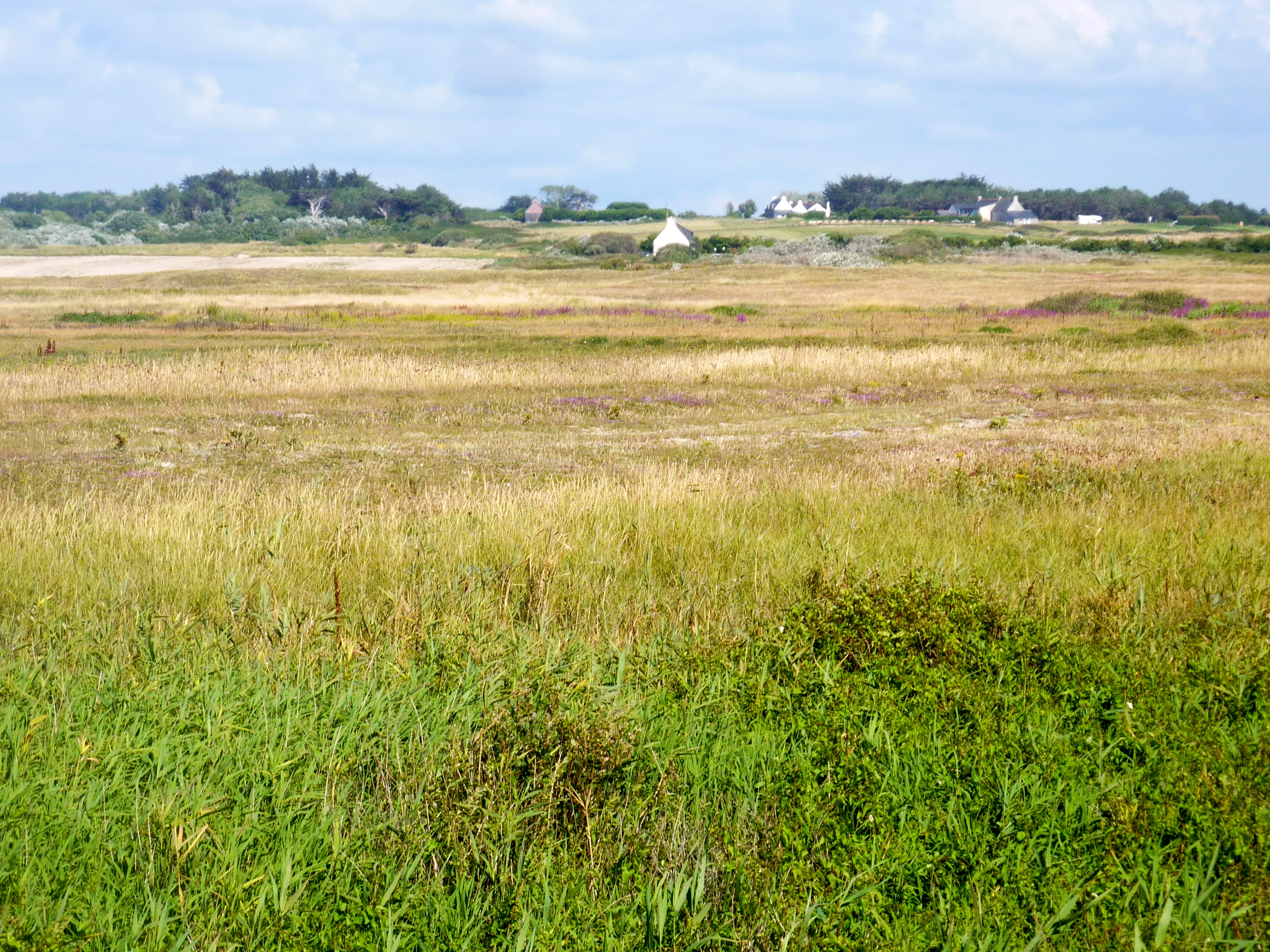
Tronoan (Tronoën) et les écarts avoisinants vus du GR 34, qui parcourt la lande en arrière du cordon de dunes bordant la plage de Tronoan ; au premier plan une zone de paluds.
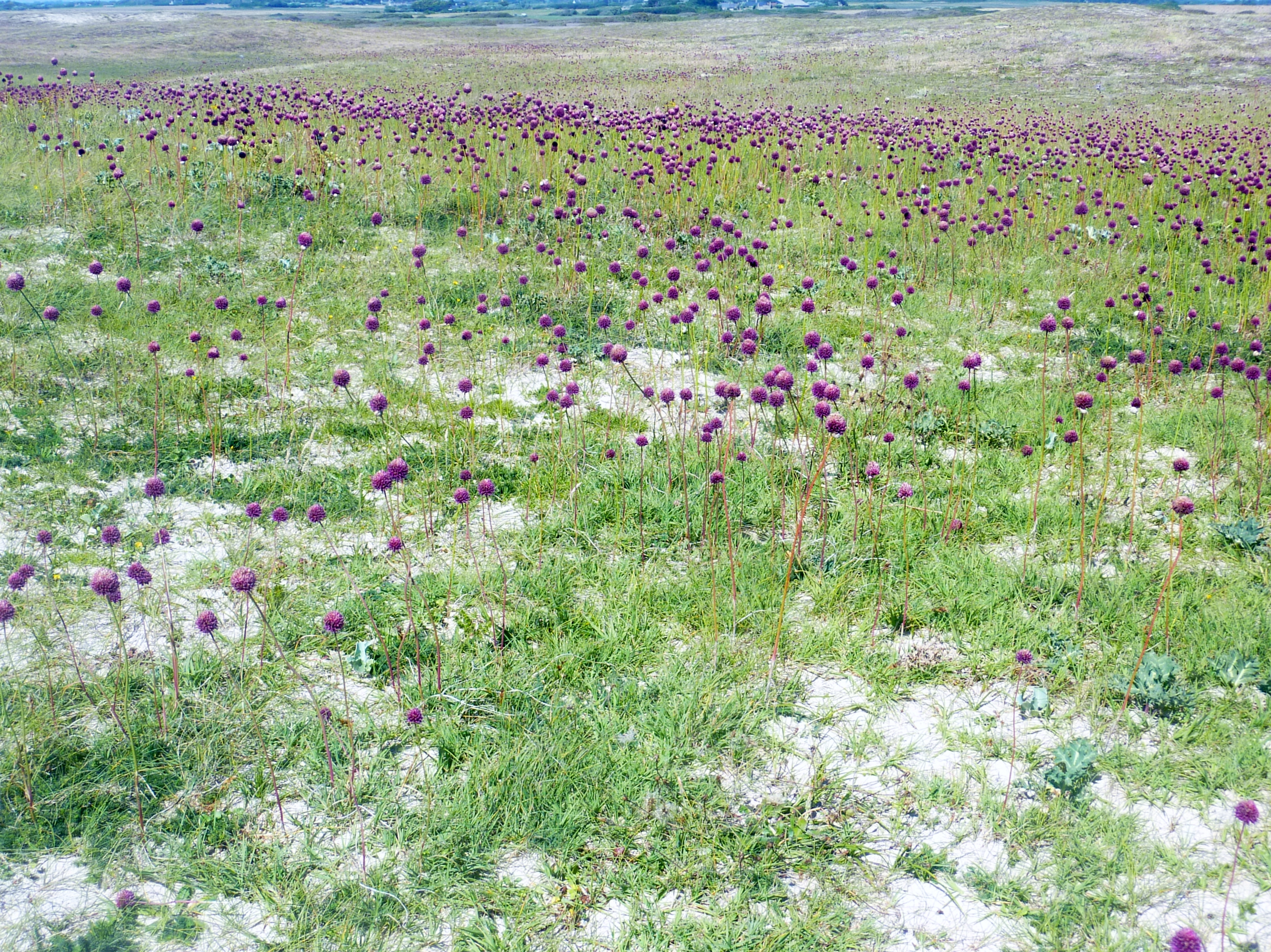
Lande fleurie près de Tronoan (Tronoën) en Saint-Jean-Trolimon.

La superficie de la commune est de 1 468 hectares ; son altitude varie entre 0 et 56 mètres.
Linguistiquement, Saint-Jean-Trolimon se situe dans la zone du breton cornouaillais.

### Lieux-dits et écarts
Les hameaux de Gorré Beuzec, Kerbascol, Kerlaoudec, etc.. forment une exclave de la commune de Saint-Jean-Trolimon entre les territoires des communes de Tréguennec et Ploneour-Lanvern.
Le lieu-dit de Tronoën, à l'ouest de la commune, donne accès au littoral de la Baie d'Audierne.

### Hydrographie
Pour un article plus général, voir Réseau hydrographique du Finistère.
La commune est située dans le bassin Loire-Bretagne. Elle est drainée par le Saint-Jean et divers autres petits cours d'eau,.

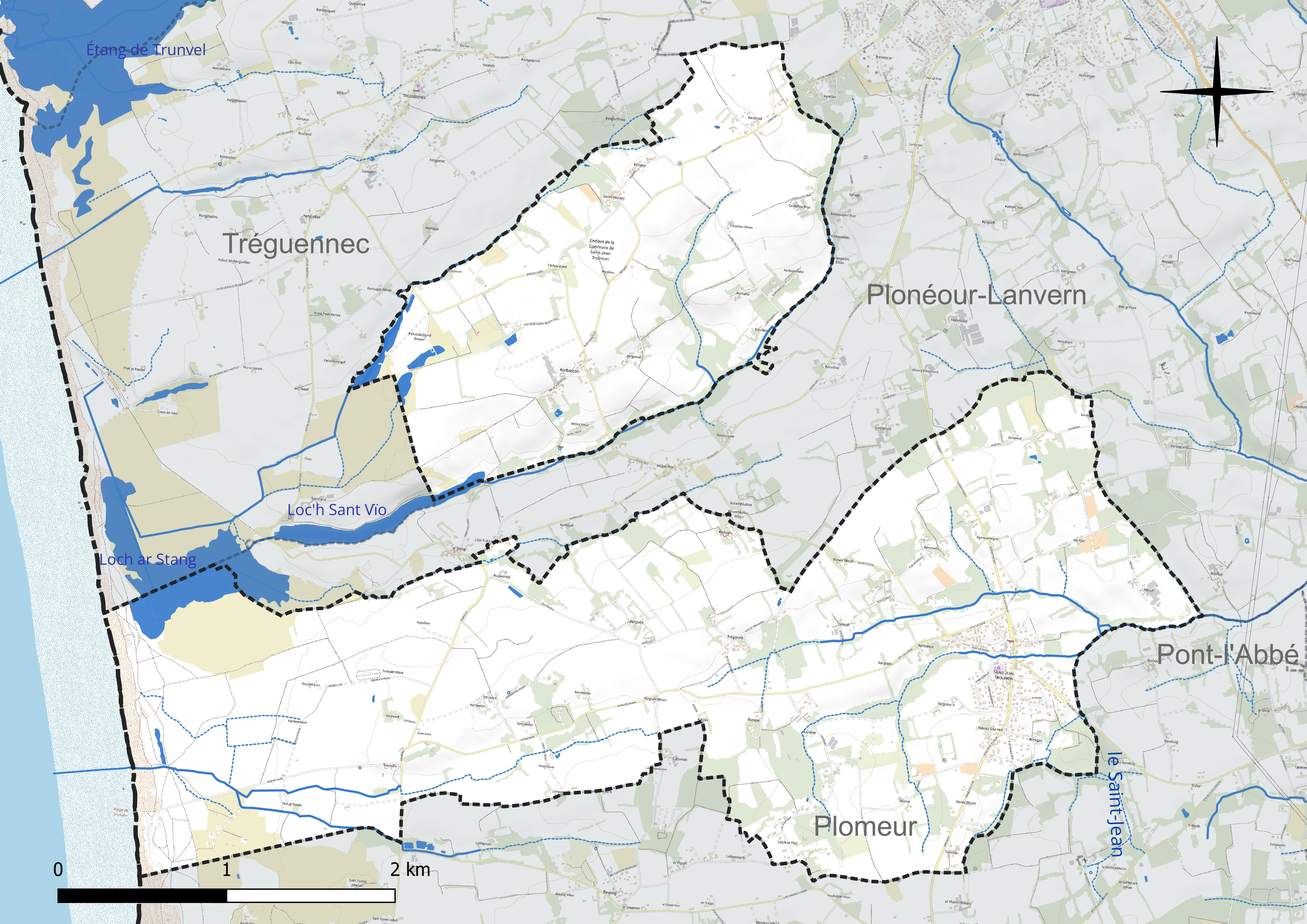
Réseau hydrographique de Saint-Jean-Trolimon.

Deux plans d'eau complètent le réseau hydrographique : Loch ar Stang, d'une superficie totale de 36,4 ha (12 ha sur la commune) et Loc'h Sant Vïo, d'une superficie totale de 10,4 ha (1,2 ha sur la commune),.

### Climat
Pour des articles plus généraux, voir Climat de la Bretagne et Climat du Finistère.
En 2010, le climat de la commune est de type climat océanique franc, selon une étude du CNRS s'appuyant sur une série de données couvrant la période 1971-2000. En 2020, Météo-France publie une typologie des climats de la France métropolitaine dans laquelle la commune est exposée à un climat océanique et est dans la région climatique  Bretagne orientale et méridionale, Pays nantais, Vendée, caractérisée par une faible pluviométrie en été et une bonne insolation. Parallèlement l'observatoire de l'environnement en Bretagne publie en 2020 un zonage climatique de la région Bretagne, s'appuyant sur des données de Météo-France de 2009. La commune est, selon ce zonage, dans la zone « Littoral », exposée à un climat venté, avec des étés frais mais doux en hiver et des pluies moyennes.  
Pour la période 1971-2000, la température annuelle moyenne est de 12 °C, avec  une amplitude thermique annuelle de 10,4 °C. Le cumul annuel moyen de précipitations est de 937 mm, avec 15 jours de précipitations en janvier et 7,1 jours en juillet. Pour la période 1991-2020, la température moyenne annuelle observée sur la station météorologique la plus proche, située sur la commune de Pont-l'Abbé à 4 km à vol d'oiseau, est de 13,0 °C et le cumul annuel moyen de précipitations est de 1 012,0 mm,. Pour l'avenir, les paramètres climatiques de la commune estimés pour 2050 selon différents scénarios d'émission de gaz à effet de serre sont consultables sur un site dédié publié par Météo-France en novembre 2022.

## Urbanisme

### Typologie
Au 1er janvier 2024, Saint-Jean-Trolimon est catégorisée commune rurale à habitat dispersé, selon la nouvelle grille communale de densité à 7 niveaux définie par l'Insee en 2022.
Elle appartient à l'unité urbaine de Penmarch, une agglomération intra-départementale dont elle est une commune de la banlieue,. Par ailleurs la commune fait partie de l'aire d'attraction de Quimper, dont elle est une commune de la couronne,. Cette aire, qui regroupe 58 communes, est catégorisée dans les aires de 200 000 à moins de 700 000 habitants,.
La commune, bordée par l'océan Atlantique, est également une commune littorale au sens de la loi du 3 janvier 1986, dite loi littoral. Des dispositions spécifiques d'urbanisme s'y appliquent dès lors afin de préserver les espaces naturels, les sites, les paysages et l'équilibre écologique du littoral, tel le principe d'inconstructibilité, en dehors des espaces urbanisés, sur la bande littorale des 100 mètres, ou plus si le plan local d'urbanisme le prévoit.

### Occupation des sols
L'occupation des sols de la commune, telle qu'elle ressort de la base de données européenne d'occupation biophysique des sols Corine Land Cover (CLC), est marquée par l'importance des territoires agricoles (83,6 % en 2018), en diminution par rapport à 1990 (85,9 %). La répartition détaillée en 2018 est la suivante : 
zones agricoles hétérogènes (42,9 %), terres arables (27,1 %), prairies (13,6 %), milieux à végétation arbustive et/ou herbacée (9,4 %), zones urbanisées (3 %), espaces ouverts, sans ou avec peu de végétation (1,8 %), zones humides côtières (1,5 %), forêts (0,8 %). L'évolution de l'occupation des sols de la commune et de ses infrastructures peut être observée sur les différentes représentations cartographiques du territoire : la carte de Cassini (XVIIIe siècle), la carte d'état-major (1820-1866) et les cartes ou photos aériennes de l'IGN pour la période actuelle (1950 à aujourd'hui).

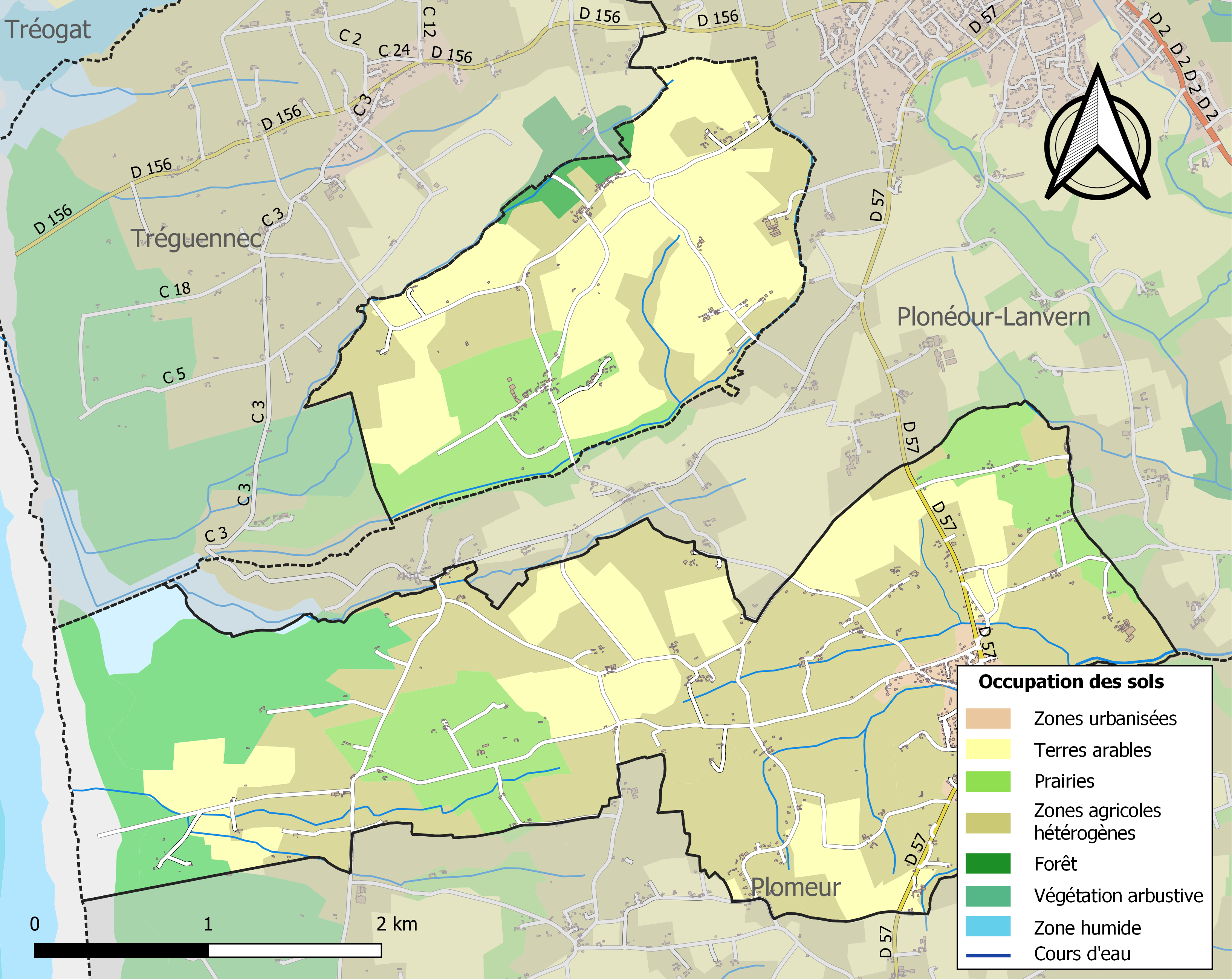
Carte des infrastructures et de l'occupation des sols de la commune en 2018 (CLC).

### Logement
En 2009, le nombre total de logements dans la commune était de 568, alors qu'il était de 473 en 1999.
Parmi ces logements, 71,7 % étaient des résidences principales, 25,8 % des résidences secondaires et 2,5 % des logements vacants. Ces logements étaient pour 97,3 % d'entre eux des maisons individuelles et pour 1,9 % des appartements.
La proportion des résidences principales, propriétés de leurs occupants était de 83,2 %, en hausse par rapport à 1999 (74,6 %).

## Toponymie
La paroisse de Saint-Jean-Trolimon  est notée « Treffrumon » dans des actes de 1389 et 1395, « Trolymon » en 1536, « Saint-Jean-Rumon » en 1690 et « Saint-Jean » en 1815. Les formes anciennes montrent que Trolimon est composé de deux éléments bretons : treff devenu tro, qui signifie « village », ici avec le sens de trève, et d'un nom de saint, Rumon, également honoré à Audierne et dans la Cornouailles britannique. Rumon est l'ancien saint patron de la trève avant qu'il ne soit remplacé par saint Jean (-Baptiste) dans le courant du XVIIe siècle,.
En breton, la commune se nomme Sant-Yann-Drolimon.

## Histoire

### Préhistoire
Le sable venu de la Baie d'Audierne, déposé par le vent, a recouvert et conservé intacts sur l'ensemble de la commune une allée couverte et d'importants sites archéologiques de l'âge du fer.
La nécropole gauloise de Kerviltré (Kerveltré) se situe dans un champ dénommé Parc-an-Menhir, en forme de monticule, où s'élevaient autrefois cinq menhirs dont quatre ont été renversés, brisés et leurs pierres en partie utilisées pour des constructions, un seul subsistant avec des traces de six cupules sur l'une de ses faces. Vingt et une urnes cinéraires furent trouvées par le propriétaire qui les brisa, espérant y trouver un trésor caché ; elles contenaient des restes d'os humains calcinés et des bracelets en bronze. Deux autres urnes trouvées en 1874 par le propriétaire contenaient des objets archéologiques qui furent vendus à vil prix à un orfèvre, mais quelques objets conservés furent sauvés par Paul du Chatellier, alors informé de ces découvertes et qui entreprit une campagne de fouille en 1875 qui permit de découvrir d'autres urnes, des squelettes et de nombreux objets archéologiques, ainsi qu'une cachette de fondeur située à proximité. Deux cents mètres plus au nord, un terrain tout couvert de monticules, au nombre d'environ 150, sont les restes des habitations.

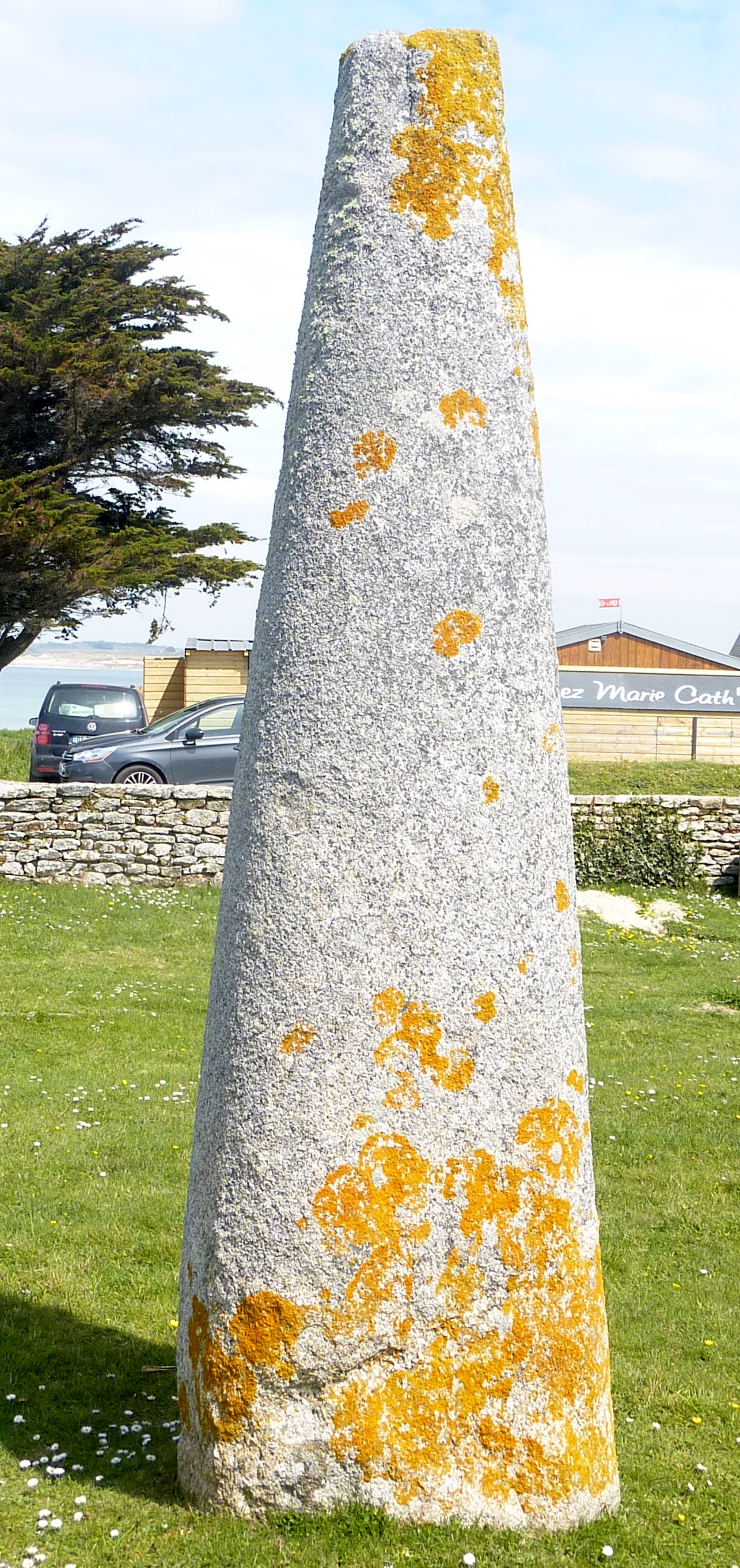
Stèle gauloise datant de l'âge du fer (réimplantée au Musée de la préhistoire finistérienne de Penmarch)
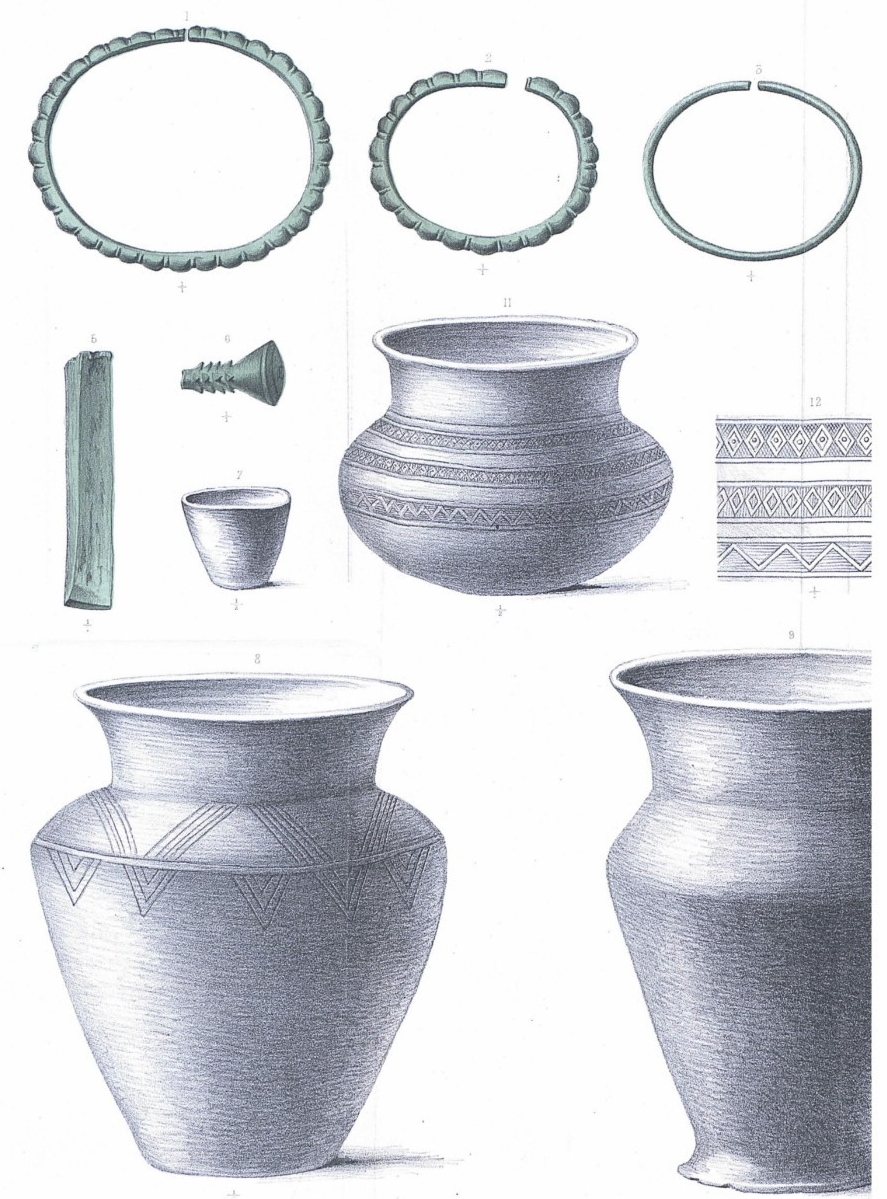
Objets archéologiques trouvés dans la nécropole gauloise de Kerviltré (dessins de Paul du Chatellier) 1.
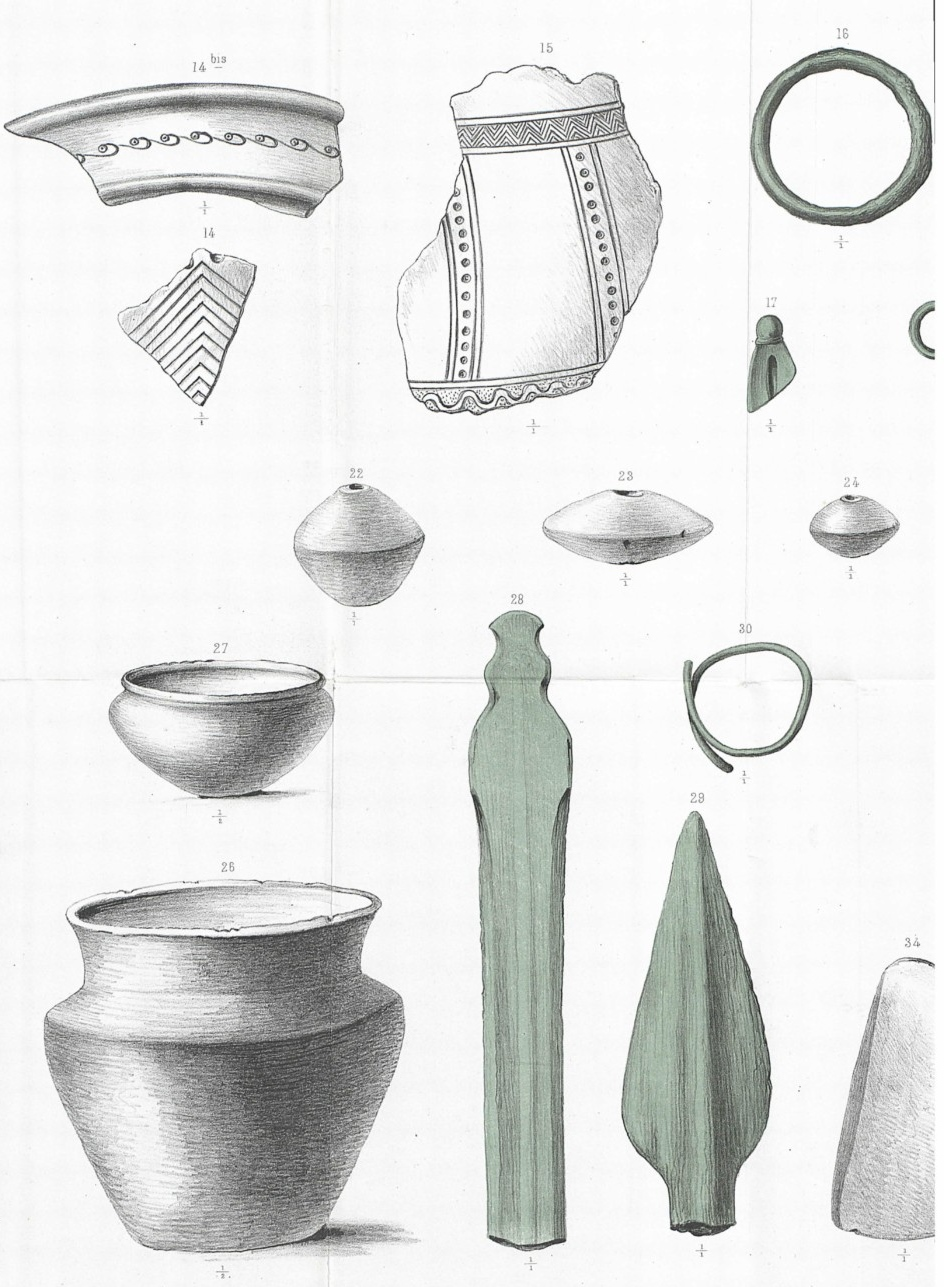
Objets archéologiques trouvés dans la nécropole gauloise de Kerviltré (dessins de Paul du Chatellier) 2.
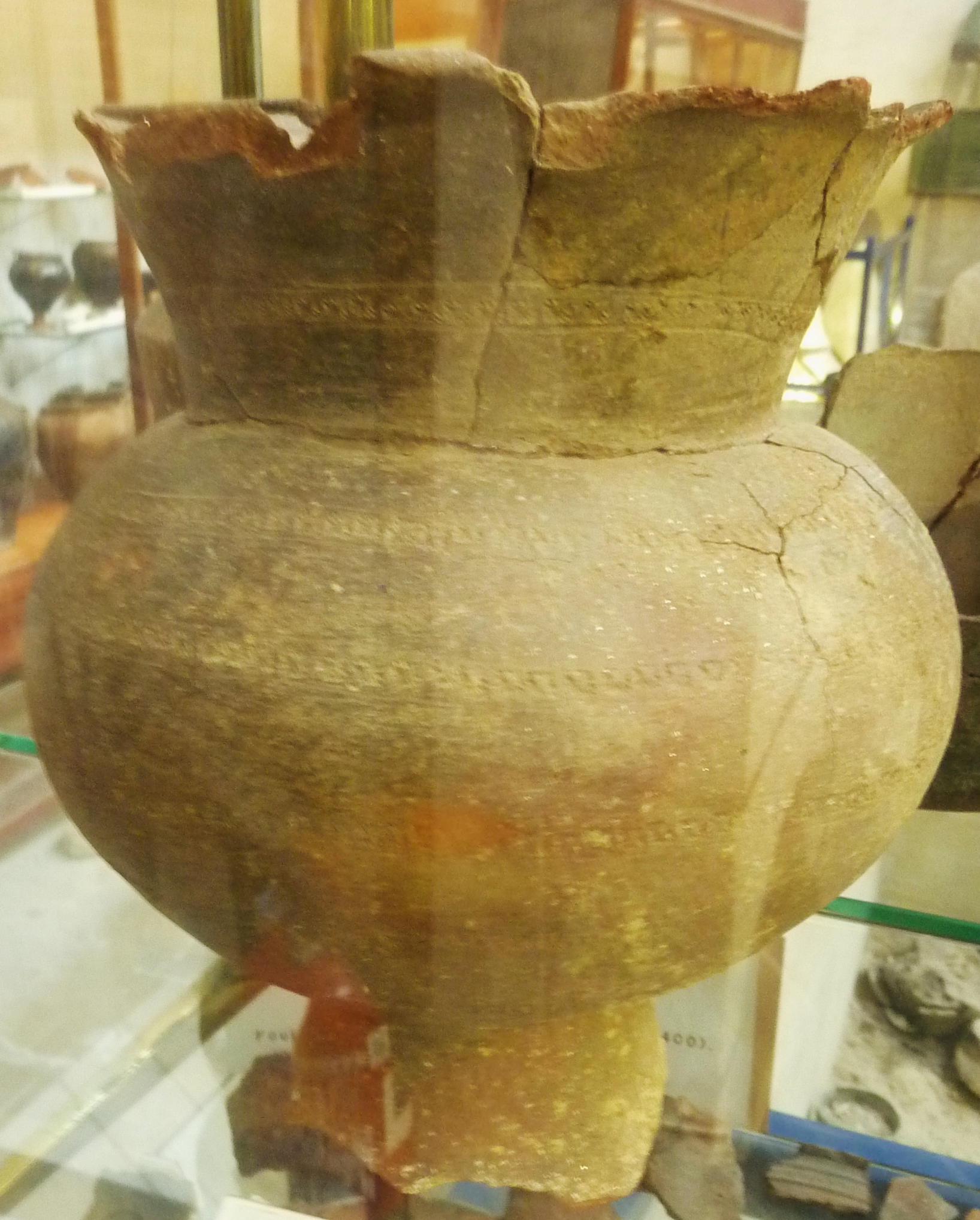
Urne funéraire trouvée à Tronoën en Saint-Jean-Trolimon (Musée de la préhistoire finistérienne de Penmarc'h).
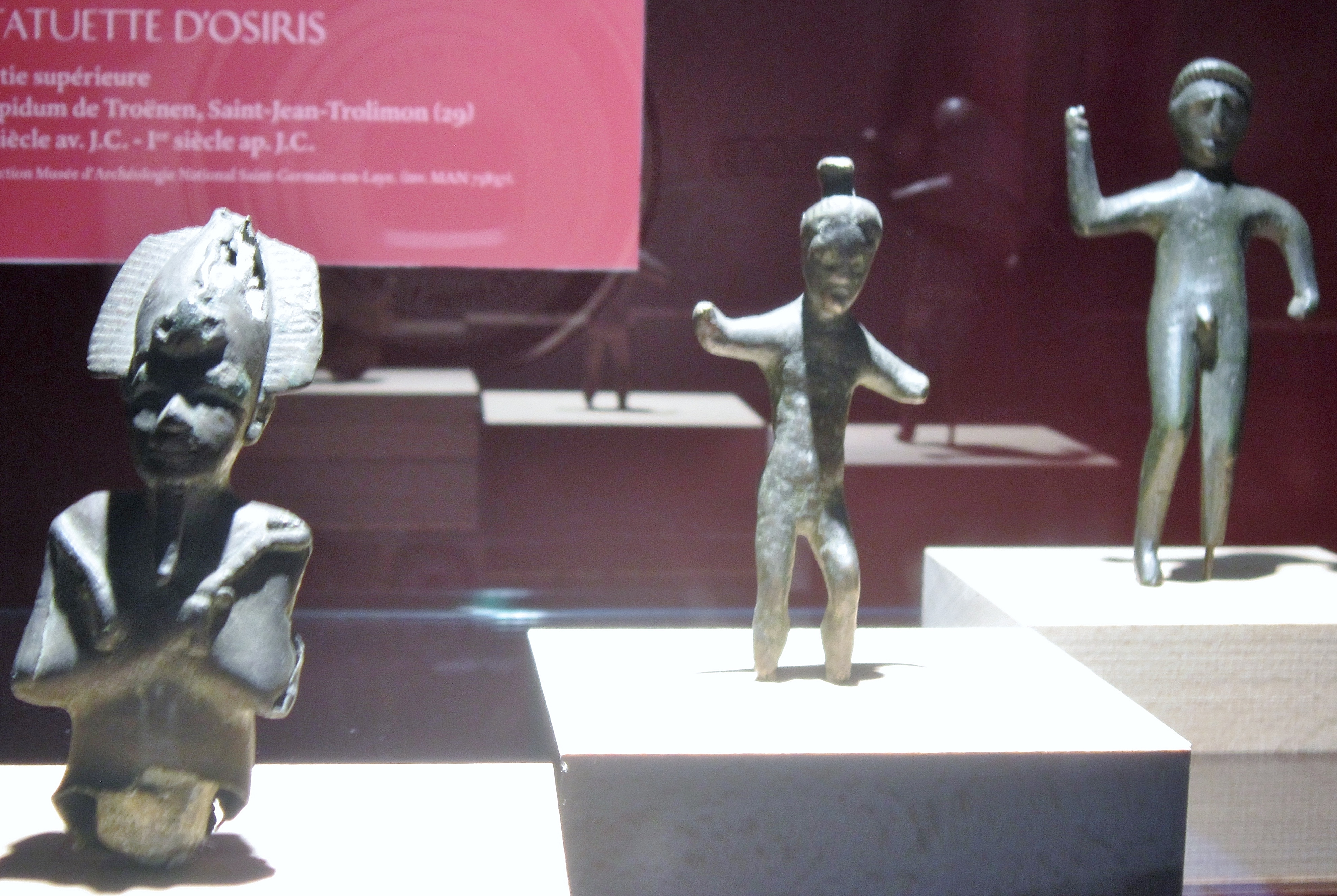
Statuette d'Osiris trouvée dans l'oppidum de Tronoën [à gauche sur la photographie].
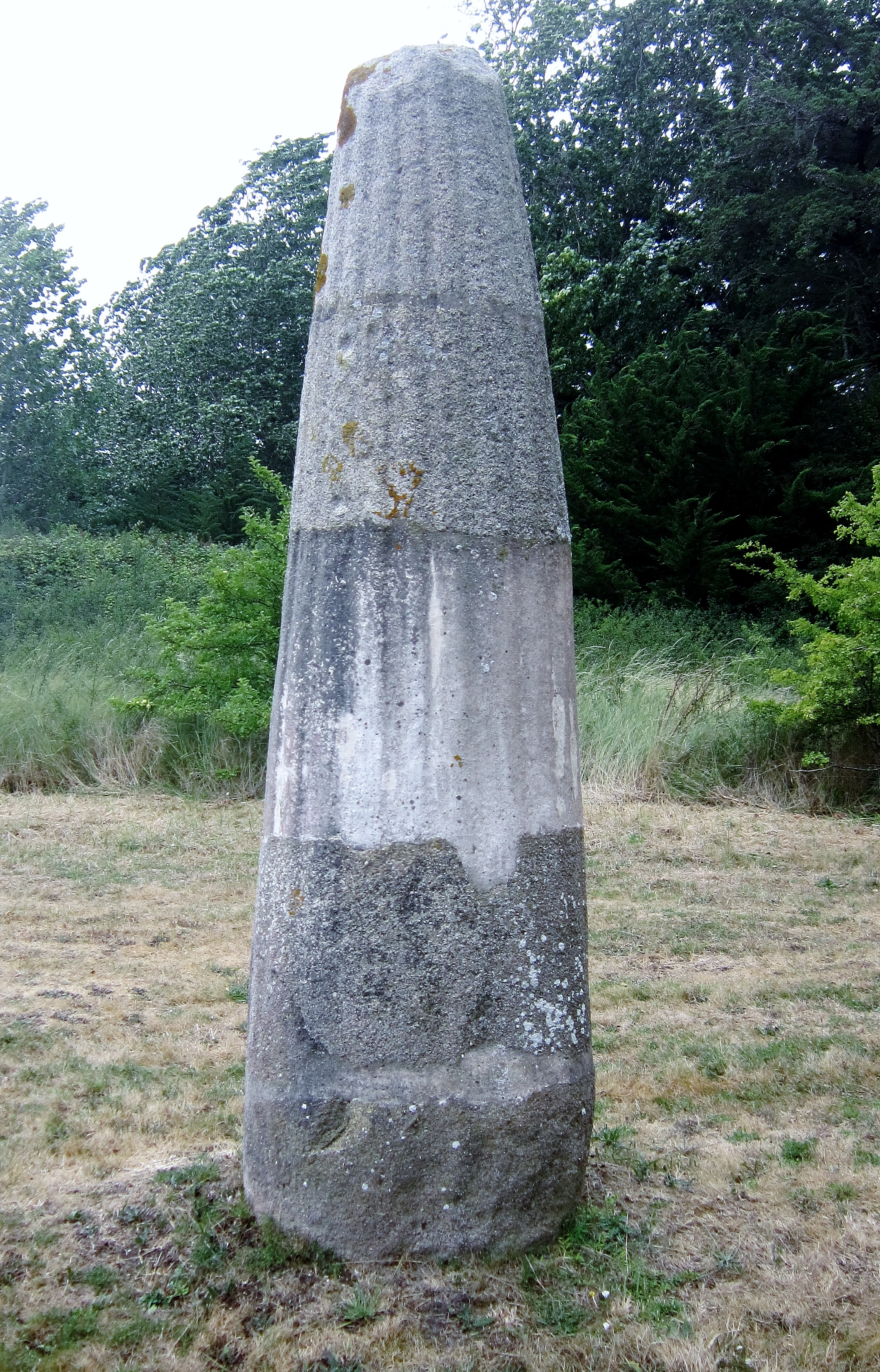
La stèle cannelée de Kerveltré.

La stèle cannelée de Kerveltré, brisée en quatre morceaux, a été réparée au ciment blanc et redressée à une centaine de mètres de son site d'origine.
L'Oppidum de Tronoën, fouillé par Paul du Chatellier (une statuette en bronze d'Osiris y fut alors découverte) ; le site fut réutilisé par la suite par les Romains : des statuettes votives indiquent qu'il existait à cet endroit un temple consacré à Vénus anadyomène.
D'autres sites préhistoriques existent sur le territoire communal : la cachette de fondeur de Rugaoudal ; la galerie souterraine de Castellou-Peron ; les stèle de Kerbonnevez (qui présente trois cupules à son sommet), de Castellou-Braz et celle située devant l'église datent de l'âge du fer et sont en leucogranite de Pont-l'Abbé.

### Époque moderne
Le calvaire de Kerfilin, dit aussi de Kerfilha, ou Croas an Istilli, ou Croas an Esquidi ("Croix des Abcès), avec ses bubons répartis sur le fût qui évoquent la peste, aurait été érigé en 1505 pour remercier le ciel d'avoir mis fin à l'épidémie.
Cette commune est connue pour son rôle lors de la révolte des bonnets rouges survenue en Bretagne en 1675. C'est sur son territoire, à la chapelle de Notre-Dame de Tréminou, que fut discuté et voté l'un des codes paysans.
La chapelle Saint-Evy desservait, pour les baptêmes et les mariages seulement, l'enclave de Gorré-Beuzec, séparée du bourg par une langue de terre de Plonéour-Lanvern qui s'avance vers la mer, les enterrements se célébrant au bourg de Saint-Jean-Trolimon où se trouvait le cimetière.

### Révolution française
La trève de Saint-Jean-Trolimon, qui comprenait alors 29 feux, élit deux délégués, Nicolas Le Pape et Jacques Carot, pour la représenter à l'assemblée du tiers-état de la sénéchaussée de Quimper au printemps 1789.
Saint-Jean-Trolimon est érigé en commune lors de la révolution française, sur la base d'une trève qui dépendait de la paroisse de Beuzec-Cap-Caval,. L'enclave de Gorré-Beuzec fut alors rattachée à Saint-Jean-Trolimon contre la volonté de ses habitants qui auraient souhaité être rattachés soit à Plonéour, soit à Tréguennec.
Cette ancienne trève de Beuzec était fort réduite puisqu'elle ne comportait que 14 villages. On y ajouta 12 villages de l'ancienne paroisse-mère de Beuzec, avec la chapelle de Tronoën, ainsi que la totalité de l'enclave de Saint-Evy. La nouvelle commune présentait une bien étrange figure avec un bourg adossé à sa frontière orientale, et un territoire s'étendant jusqu'à l'océan.

### XIXesiècle

#### La première moitié duXIXesiècle
Jérôme Loëdon, alors curé de Saint-Jean-Trolimon (après avoir été curé constitutionnel  de Plomeur), aussi commissaire de la République du canton de Plomeur, organisa une fête en l'honneur des victoires de Napoléon Bonaparte, notamment la prise de Malte le 9 fructidor an VI (26 août 1798) dont le compte-rendu a été conservé : on y cria Vive la République ! Vive Bonaparte !  ; à une question demandant dans quelle partie du monde était Bonaparte, en route pour l'Expédition d'Égypte, il répondit « qu'il était là où est la victoire ». Les habitants de Trolimon érigèrent un obélisque, exécuté par leurs mains d'après un dessin de Valentin, avec l'inscription suivante en latin (son texte est dû à Jérôme Loëdon) : « Civi Bonaparte victori, negociatori pacificatori, claro et insigni, hoc gratitudinis publicœ monumentum, erexere hujus communitatis incolœ republicani, ad perpetuam viri memeoriam, anno Reipublicœ sexto, die prima mensis venti ».
Le curé de Pont-l'Abbé écrit en 1810 : « Les habitants de Saint-Jean[-Trolimon] sont privés de pasteur».
A. Marteville et P. Varin, continuateurs d'Ogée décrivent ainsi Saint-Jean-Trolimon en 1845 :

« Saint-Jean-Trolimont ; commune formée par le démembrement de Beuzec-Cap-Caval ; aujourd'hui succursale. (...). Principaux villages : Gorre-Beuzec, Kerbascol, Tréganne, Kerfilin, Kerloret. Superficie totale 1 468 hectares dont (...) terres labourables 637 ha, prés et pâturages 540 ha, bois 15 ha, landes ou incultes 230 ha (...). Moulins : 2 (à vent, de Rupape, de Kernavec). Il y a, en outre du bourg, la chapelle Saint-Ivy, qu'il ne faut pas confondre avec l'église du même nom située entre Quimper et Rosporden. Géologie : constitution granitique. On parle le breton. »

#### La deuxième moitié duXIXesiècle
« Non seulement le territoire est (...) restreint, mais il est de valeur inégale, près du cinquième de ses 1 400 hectares étant constitué d'[un] cordon sableux littoral [et de palus], occupé au plus fort de la pression démographique [seconde moitié du XIXe siècle] par des familles misérables, à mi-chemin entre l'état de mendiant et de journalier. (...) Ces ménages de journaliers,dont les enfants ont souvent trouvé à s'employer dans les ports voisins comme marins ou ouvriers dans les conserveries, constituent une des extrémités d'une hiérarchie sociale à l'autre bout de laquelle se trouvent les propriétaires paysans qui constituent, dès avant la Révolution, une minorité [aisée] non négligeable ».
Traditionnellement, chez les paysans aisés, « c'est généralement le dernier ou l'avant-dernier des enfants qui hérite du fermage ou de la propriété des parents. Les aînés partent dès après leur mariage s'ils trouvent une ferme indépendante, parfois après une période de cohabitation avec leurs parents et le cadet recueille la propriété ou le fermage après des aménagements patrimoniaux entre frères et sœurs ». Ce système de transmission du patrimoine diffère du système de dévolution en usage généralement ailleurs, y compris dans le nord du Pays bigouden, où l'exploitation agricole est généralement transmise à l'aîné des enfants.
Fin XIXe la construction de 67 écoles de hameaux a été autorisée dans le Finistère par deux décrets :
- Le décret du 25 octobre 1881 qui a délégué une subvention pour 18 écoles de hameaux sur l'arrondissement de Quimperlé ; toutes ont été bâties.
- Le décret du 14 mars 1882 qui a délégué une subvention pour 50 écoles de hameaux sur les quatre autres arrondissements du département (Brest, Châteaulin, Morlaix, Quimper) à choisir dans les communes « dont le territoire est le plus étendu et les ressources les plus restreintes » ; 49 ont été bâties dont 1 à Saint-Jean-Trolimon (Kerbascol)[33].

### XXesiècle

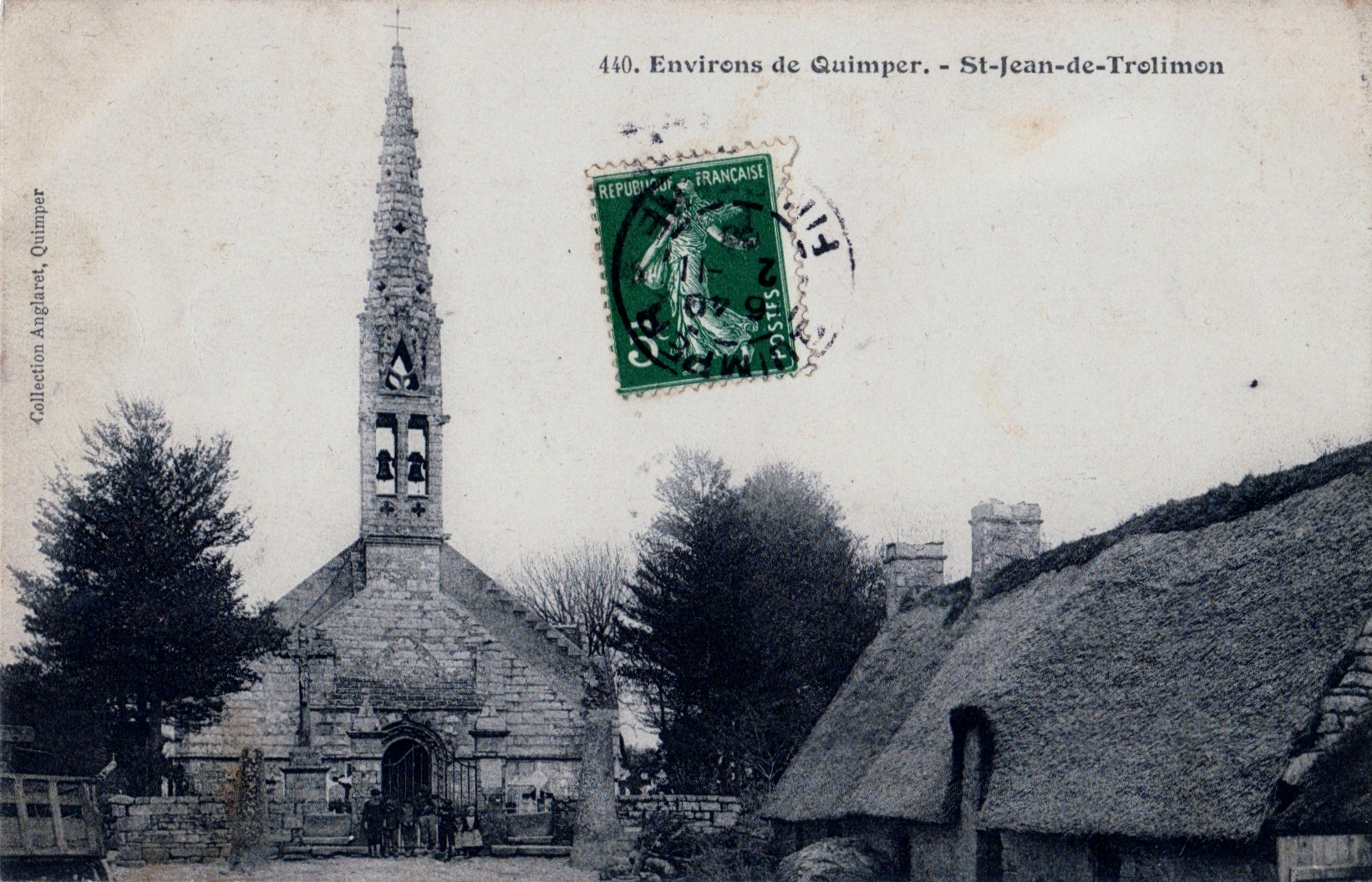
Le bourg de Saint-Jean-Trolimon vers 1900 (carte postale Anglaret).

#### La Première Guerre mondiale

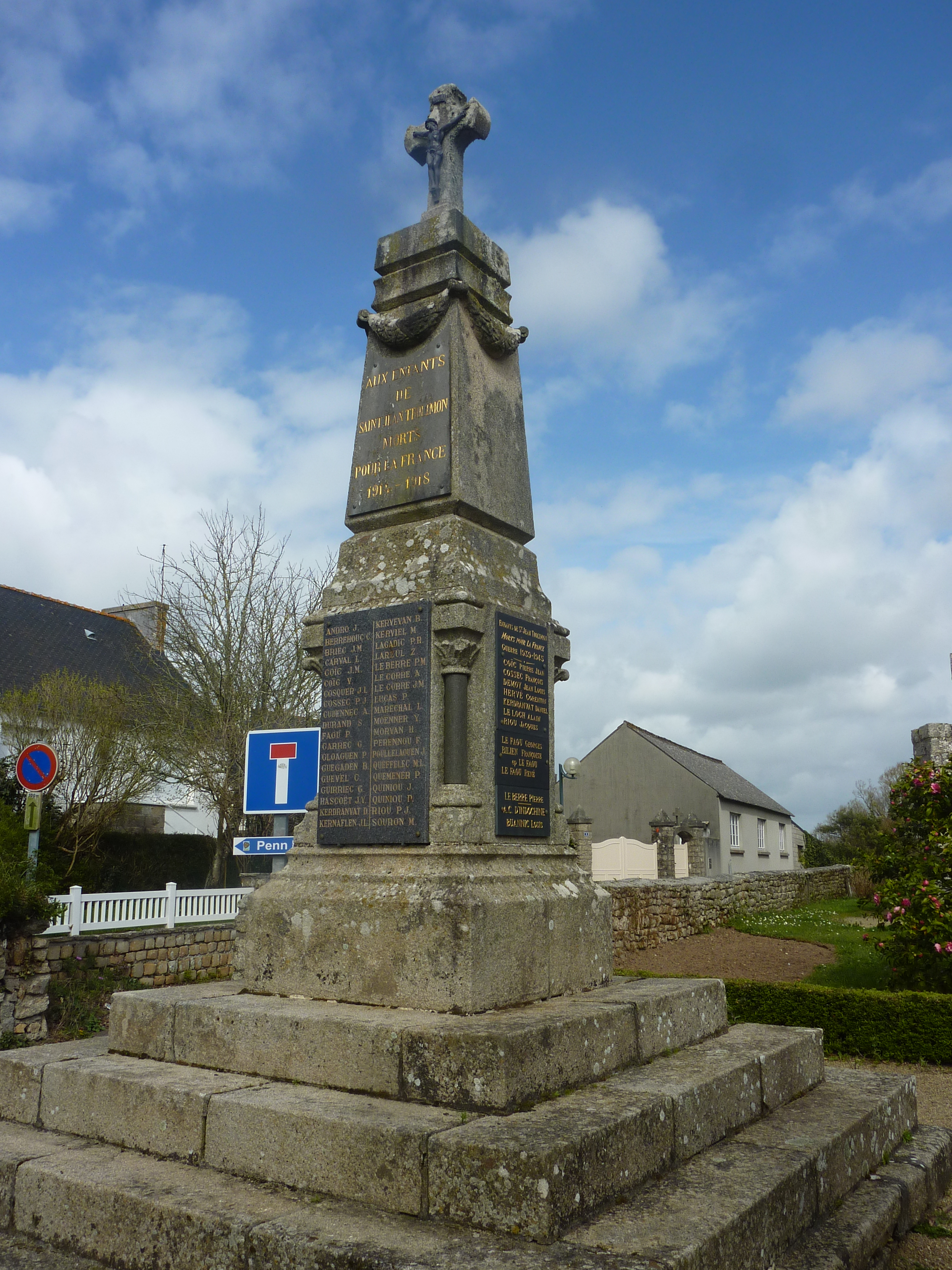
Saint-Jean-Trolimon : le monument aux morts.

Le monument aux morts de Saint-Jean-Trolimon porte les noms de 38 soldats et marins morts pour la France pendant la Première Guerre mondiale ; parmi eux, trois sont décédés sur le front belge (Jean Briec) est mort le 22 août 1914 dans les combats de Maissin ; Rolland Quiniou le même jour à Rossignol ;  Pierre Gloaguen le 26 avril 1915 à Ypres) ; deux (Michel Souron et Laurent Maréchal) sont disparus en mer ; la plupart de autres sont décédés sur le sol français.

#### L'Entre-deux-guerres
Une photographie en couleurs (plaque autochrome) de Georges Chevalier, datant de mars 1920, qui se trouve au Musée Albert-Kahn de Boulogne-Billancourt, représente une "Petite ferme à la sortie du village, Saint-Jean-Trolimon".
Le 6 juin 1937, Mme Jean Garrec, mère de 19 enfants, du village de Lherapprat, reçut la Médaille de la famille française.
Le journal L'Ouest-Éclair écrit le 26 juin 1939 que « les nombreux producteurs de pois des palues de Penmarch, Plomeur, Saint-Jean et Tréguennec, dont la récolte des pois est la principale, sinon la seule, ressource, après l'année désastreuse de 1938, ne pourront guère améliorer leur sort cette année ». Le journal L'Humanité écrivait déjà en 1935 : « C'est la misère aussi chez les petits paysans que le Crédit agricole menace de saisies, menace aiguë chez les petits producteurs de pois de Plomeur, Penmarch, Saint-Jean, razziés férocement par le patronat de la conserve ».

#### La Seconde Guerre mondiale
Le monument aux morts de Saint-Jean-Trolimon porte les noms de 10 personnes mortes pour la France pendant la Deuxième Guerre mondiale ; parmi elles, Georges Le Faou, matelot canonnier, engagé dans les Forces navales françaises libres, disparu en mer lors du naufrage du sous-marin Surcouf (qui aurait été bombardé par erreur par un avion américain) le 18 février 1942 dans le Golfe du Mexique. Dans les années 1970, l'anthropologue Martine Segalen a consacré plusieurs travaux à cette commune.

#### L'après Seconde Guerre mondiale
Lors du remembrement effectué en 1961 dans la commune 30 kilomètres de talus sont arasés et 5 kilomètres de vieux chemins supprimés ; de nouveaux chemins d'exploitation sont ouverts pour permettre aux agriculteurs d'accéder à leurs nouvelles parcelles ; avant le remembrement « les parcelles étaient tellement mélangées qu'il nous est arrivé de prendre la moisson du voisin, sans le savoir » témoigne un agriculteur.

## Politique et administration
Saint-Jean-Trolimon adhère à la communauté de communes du Pays Bigouden Sud.

### Liste des maires
| Période                                  | Période     | Identité                            | Étiquette | Qualité                     |
| ---------------------------------------- | ----------- | ----------------------------------- | --------- | --------------------------- |
| Les données manquantes sont à compléter. |             |                                     |           |                             |
| 1803                                     | 1804        | Calloch                             |           |                             |
| 1809                                     |             | Jean-Pierre-Jacques Pinguilly-Merle |           |                             |
|                                          | 1815        | Nicolas Le Lay                      |           |                             |
| 1815                                     | 1829        | Jean Le Loch                        |           |                             |
| 1832                                     | 1855        | Desban                              |           |                             |
| 1856                                     | 1877        | Jean Le Garrec                      |           | Cultivateur                 |
| 1878                                     | 1888        | Alour Le Cossec                     |           |                             |
| 1888                                     | 1903        | Jean-Louis Le Garrec                |           |                             |
| 1903                                     | 1919        | Pierre-Jean Tanneau                 |           |                             |
| 1919                                     | 1935        | Jean-Marie Jégou                    |           |                             |
| 1935                                     | 1945        | Jean Le Reun                        |           |                             |
| 1947                                     | 1963        | Pierre Balouin                      |           |                             |
| 1965                                     | 1969        | Jacques Le Reun                     |           |                             |
| 1977                                     | 1983        | Yves Jan                            |           |                             |
| 1983                                     | 1995        | André Cariou                        |           |                             |
| 1995                                     | 2008        | Roger Riou                          |           |                             |
| mars 2008                                | 2014        | Jacques Auge                        | PS        |                             |
| 2014                                     | 23 mai 2020 | Katia Gravot                        | DVG       | Retraitée Fonction publique |
| 2014                                     | En cours    | Jean-Edern Aubrée                   |           | Professeur                  |

### Instances judiciaires et administratives
Saint-Jean-Trolimon relève du tribunal d'instance de Quimper, du tribunal de grande instance de Quimper, de la cour d'appel de Rennes, du tribunal pour enfants de Quimper, du conseil de prud'hommes de Quimper, du tribunal de commerce de Quimper, du tribunal administratif de Rennes et de la cour administrative d'appel de Nantes.
La commune se trouve dans la circonscription de gendarmerie de la brigade de proximité de Pont-l'Abbé.

## Population et société

### Démographie
L'évolution du nombre d'habitants est connue à travers les recensements de la population effectués dans la commune depuis 1793. Pour les communes de moins de 10 000 habitants, une enquête de recensement portant sur toute la population est réalisée tous les cinq ans, les populations de référence des années intermédiaires étant quant à elles estimées par interpolation ou extrapolation. Pour la commune, le premier recensement exhaustif entrant dans le cadre du nouveau dispositif a été réalisé en 2007.
En 2022, la commune comptait 973 habitants, en évolution de −0,31 % par rapport à 2016 (Finistère : +2,16 %, France hors Mayotte : +2,11 %).
| 1793 | 1800 | 1806 | 1821 | 1831 | 1836 | 1841  | 1846  | 1851  |
| ---- | ---- | ---- | ---- | ---- | ---- | ----- | ----- | ----- |
| 664  | 634  | 826  | 770  | 878  | 966  | 1 022 | 1 128 | 1 164 |

| 1856  | 1861  | 1866  | 1872 | 1876 | 1881 | 1886 | 1891  | 1896  |
| ----- | ----- | ----- | ---- | ---- | ---- | ---- | ----- | ----- |
| 1 093 | 1 049 | 1 102 | 956  | 978  | 986  | 998  | 1 063 | 1 032 |

| 1901  | 1906  | 1911  | 1921  | 1926  | 1931  | 1936  | 1946 | 1954 |
| ----- | ----- | ----- | ----- | ----- | ----- | ----- | ---- | ---- |
| 1 045 | 1 122 | 1 124 | 1 146 | 1 082 | 1 064 | 1 096 | 980  | 931  |

| 1962 | 1968 | 1975 | 1982 | 1990 | 1999 | 2006 | 2007 | 2012  |
| ---- | ---- | ---- | ---- | ---- | ---- | ---- | ---- | ----- |
| 804  | 758  | 666  | 735  | 727  | 845  | 954  | 969  | 1 008 |

| 2017 | 2022 | - | - | - | - | - | - | - |
| ---- | ---- | - | - | - | - | - | - | - |
| 962  | 973  | - | - | - | - | - | - | - |

### Enseignement
La commune est rattachée à l'académie de Rennes. Cette académie fait partie de la zone A pour son calendrier de vacances scolaires.

### Cultes
Culte catholique
La paroisse catholique de Saint-Jean-Trolimon (saint Jean-Baptiste) fait partie de l'ensemble paroissial de Pont-l'Abbé dans le doyenné de Pont-l'Abbé (diocèse de Quimper et Léon).

## Économie

### Revenus de la population et fiscalité
En 2011, le revenu fiscal médian par ménage était de 29 396 €, ce qui plaçait Saint-Jean-Trolimon au 16 956e rang parmi les 31 886 communes de plus de 49 ménages en métropole.
En 2009, 50,8 % des foyers fiscaux n'étaient pas imposables.

### Emploi
En 2009, la population âgée de 15 à 64 ans s'élevait à 617 personnes, parmi lesquelles on comptait 76,8 % d'actifs dont 69,3 % ayant un emploi et 7,5 % de chômeurs.
On comptait 78 emplois dans la zone d'emploi, contre 70 en 1999. Le nombre d'actifs ayant un emploi résidant dans la zone d'emploi étant de 431, l'indicateur de concentration d'emploi est de 61,3 %, ce qui signifie que la zone d'emploi offre un peu plus d'un emploi pour deux habitants actifs.

### Entreprises et commerces
Au 31 décembre 2010, Saint-Jean-Trolimon comptait 69 établissements : 16 dans l'agriculture-sylviculture-pêche, 4 dans l'industrie, 14 dans la construction, 27 dans le commerce-transports-services divers et 8 étaient relatifs au secteur administratif.
En 2011, 3 entreprises ont été créées à Saint-Jean-Trolimon, toutes par des autoentrepreneurs.

## Culture locale et patrimoine

### Lieux et monuments
Le "Circuit des Trois chapelles", réhabilité en 2020, permet de découvrir à pied les trois chapelles de Saint-Vio (en Tréguennec), Tronoën et Saint-Évy ; il est accessible en période sèche (le sentier est impraticable de novembre à mai) seulement en raison de la nature marécageuse d'une partie de l'itinéraire
- Calvaire et chapelle de Tronoën

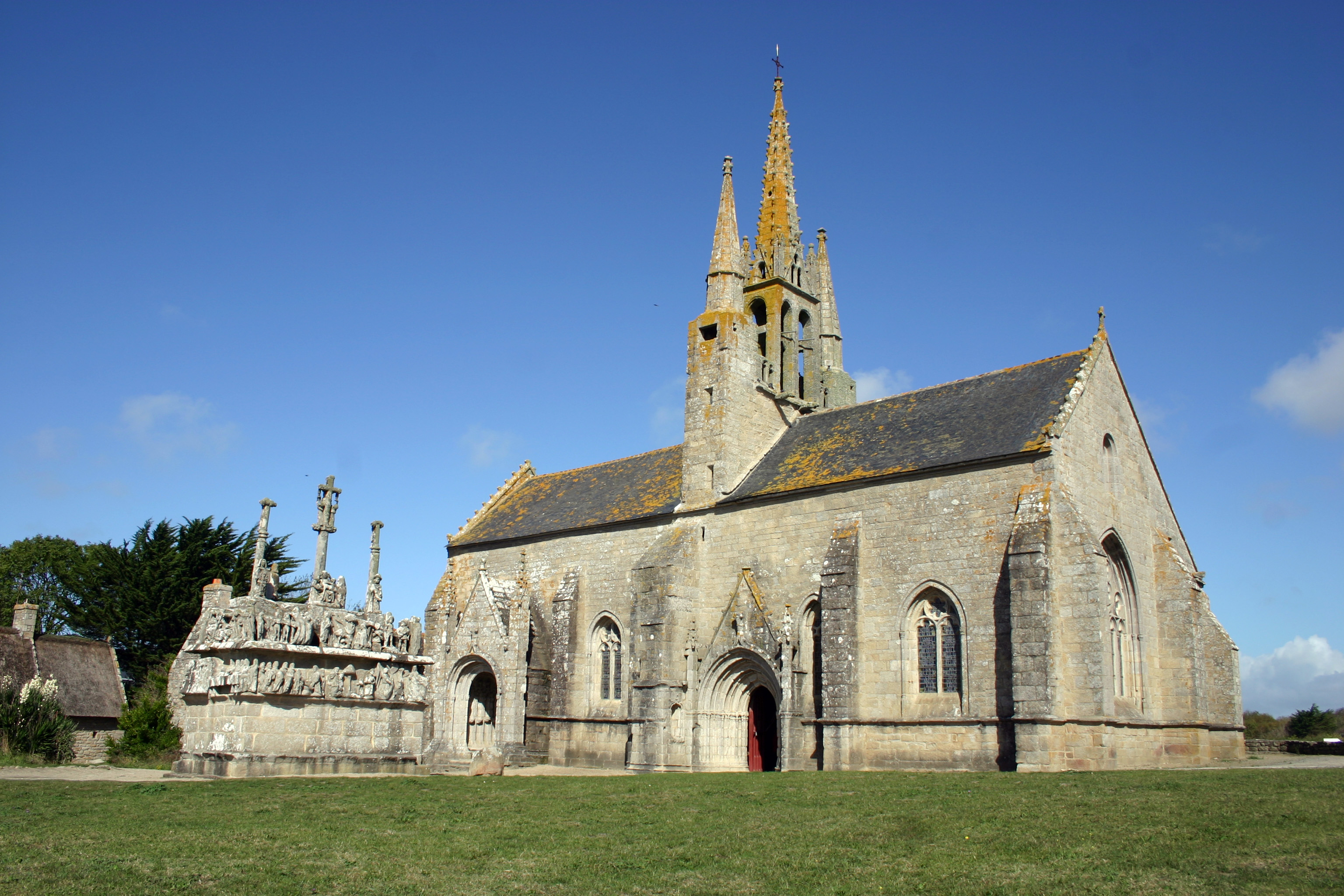
L'enclos paroissial de la chapelle Notre-Dame-de-Tronoën : vue d'ensemble.
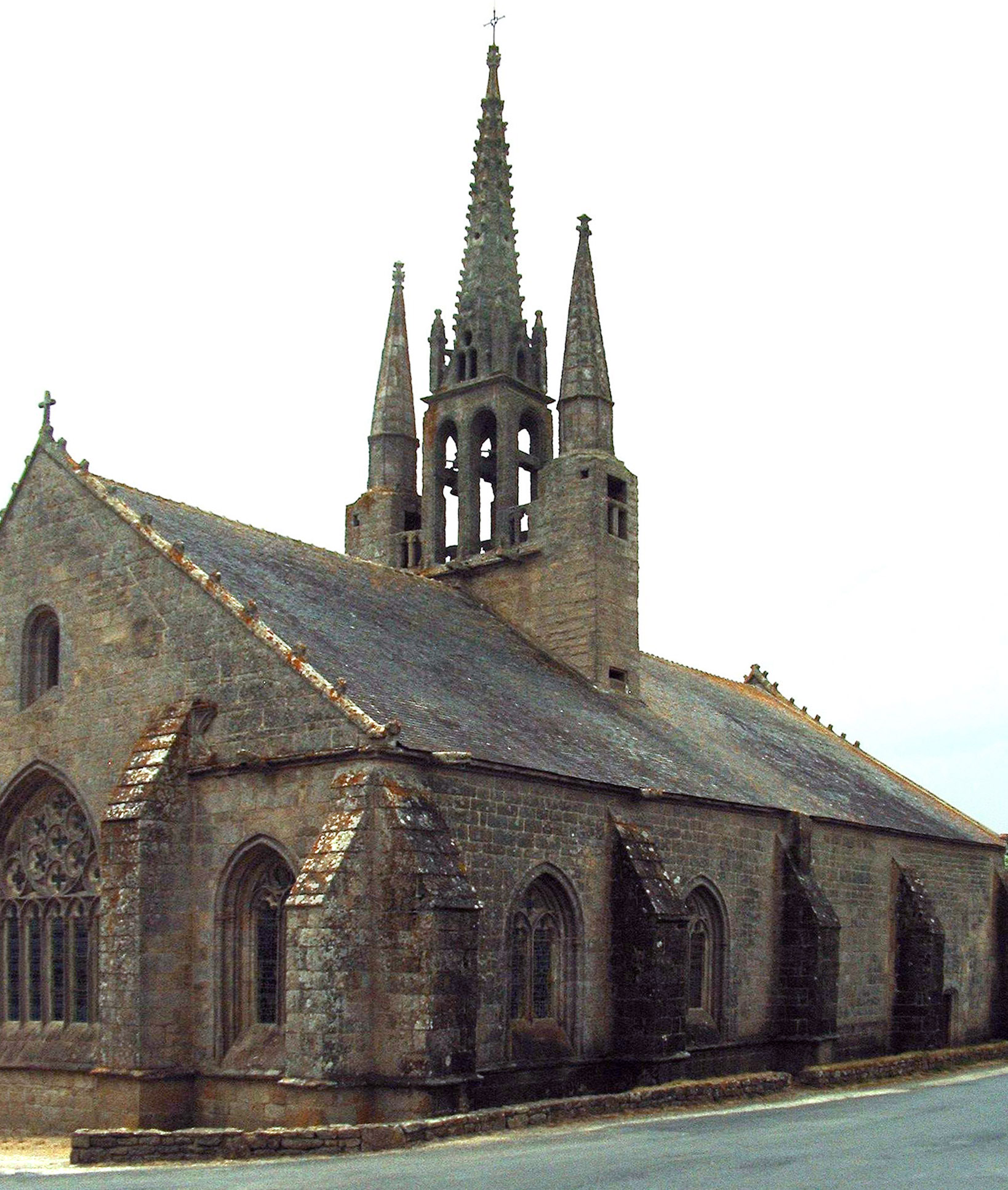
Chapelle Notre-Dame-de-Tronoën : vue extérieure d'ensemble.
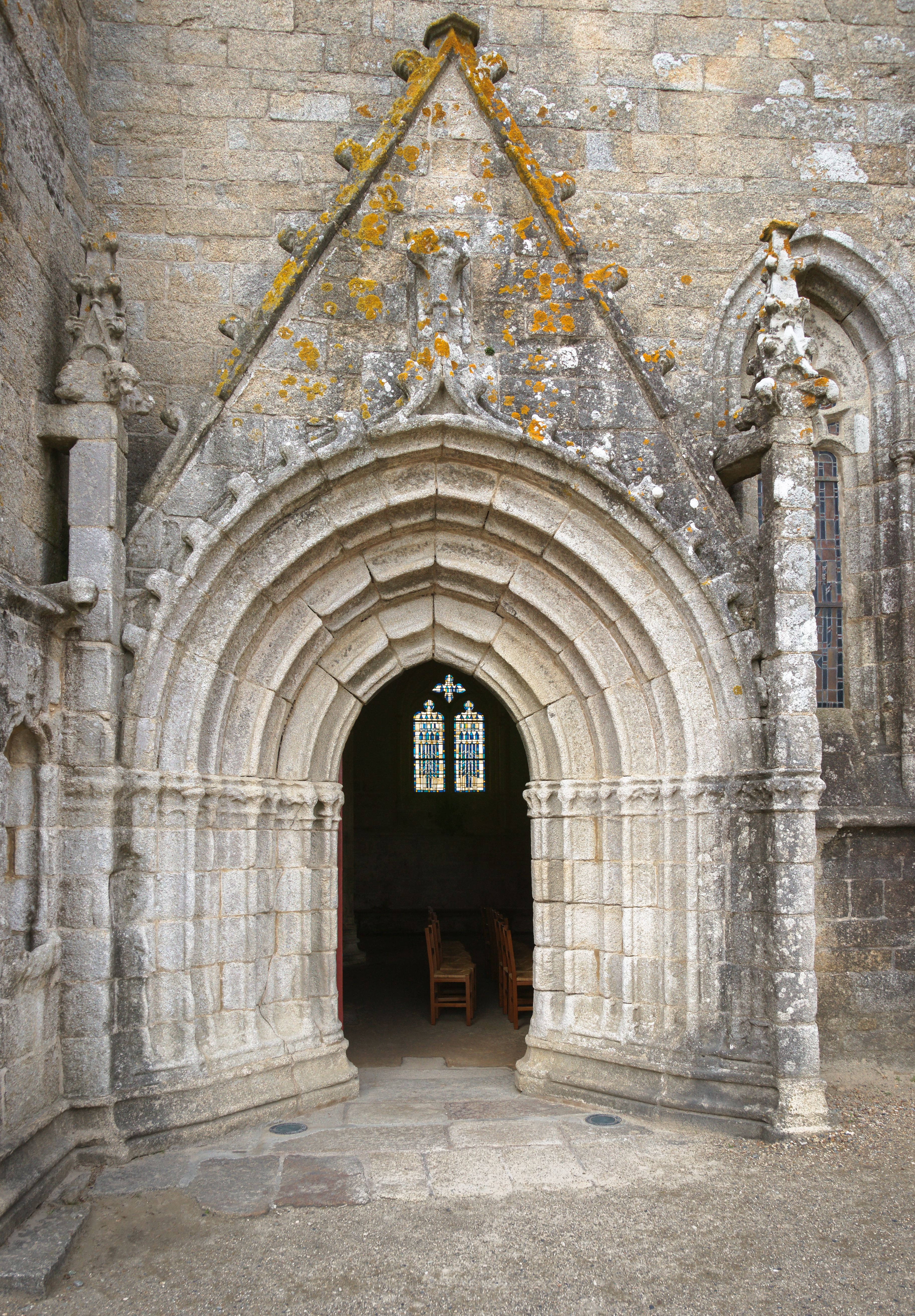
Porte de la costale sud.
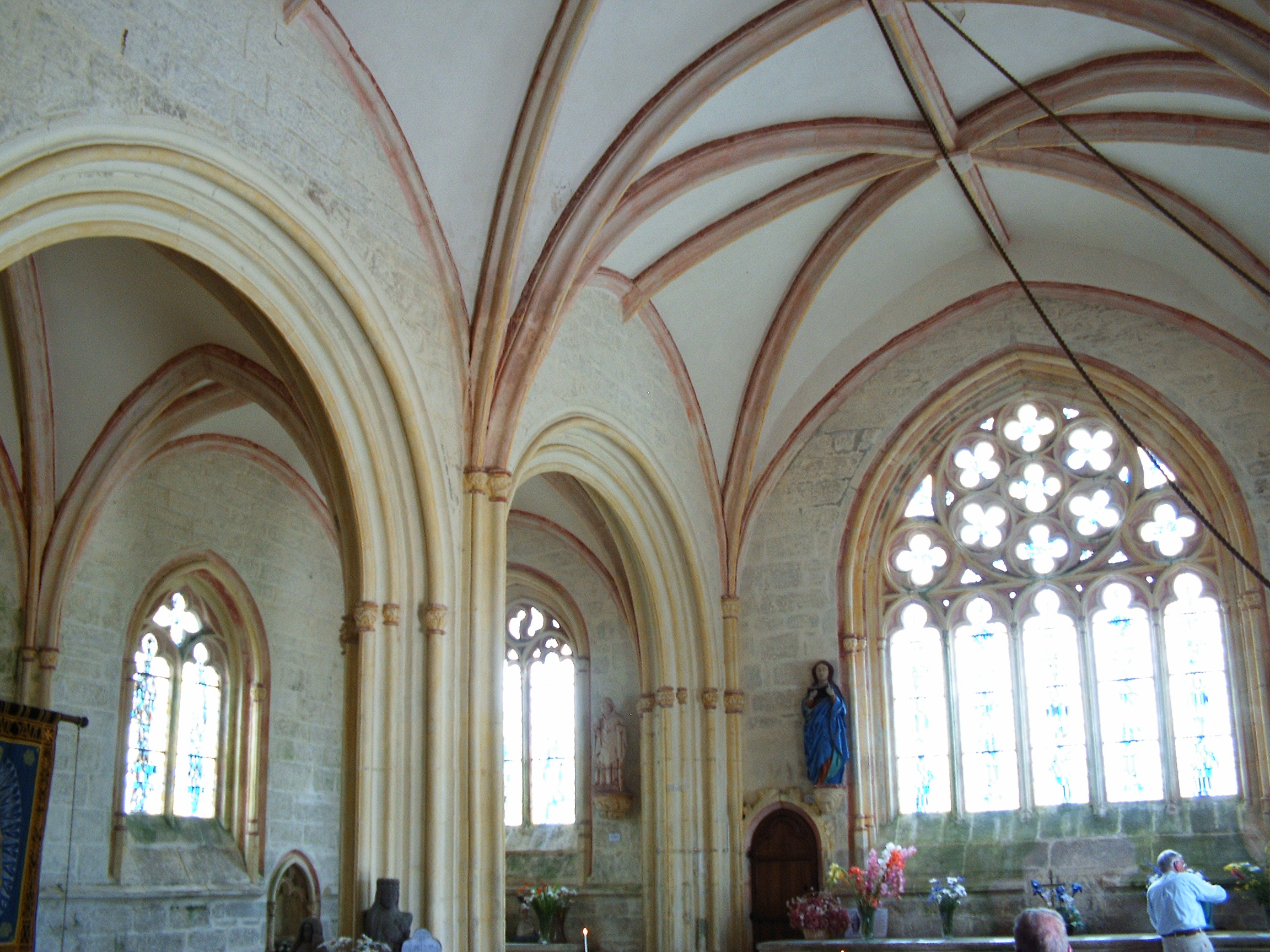
Chapelle Notre-Dame-de-Tronoën : vue intérieure.
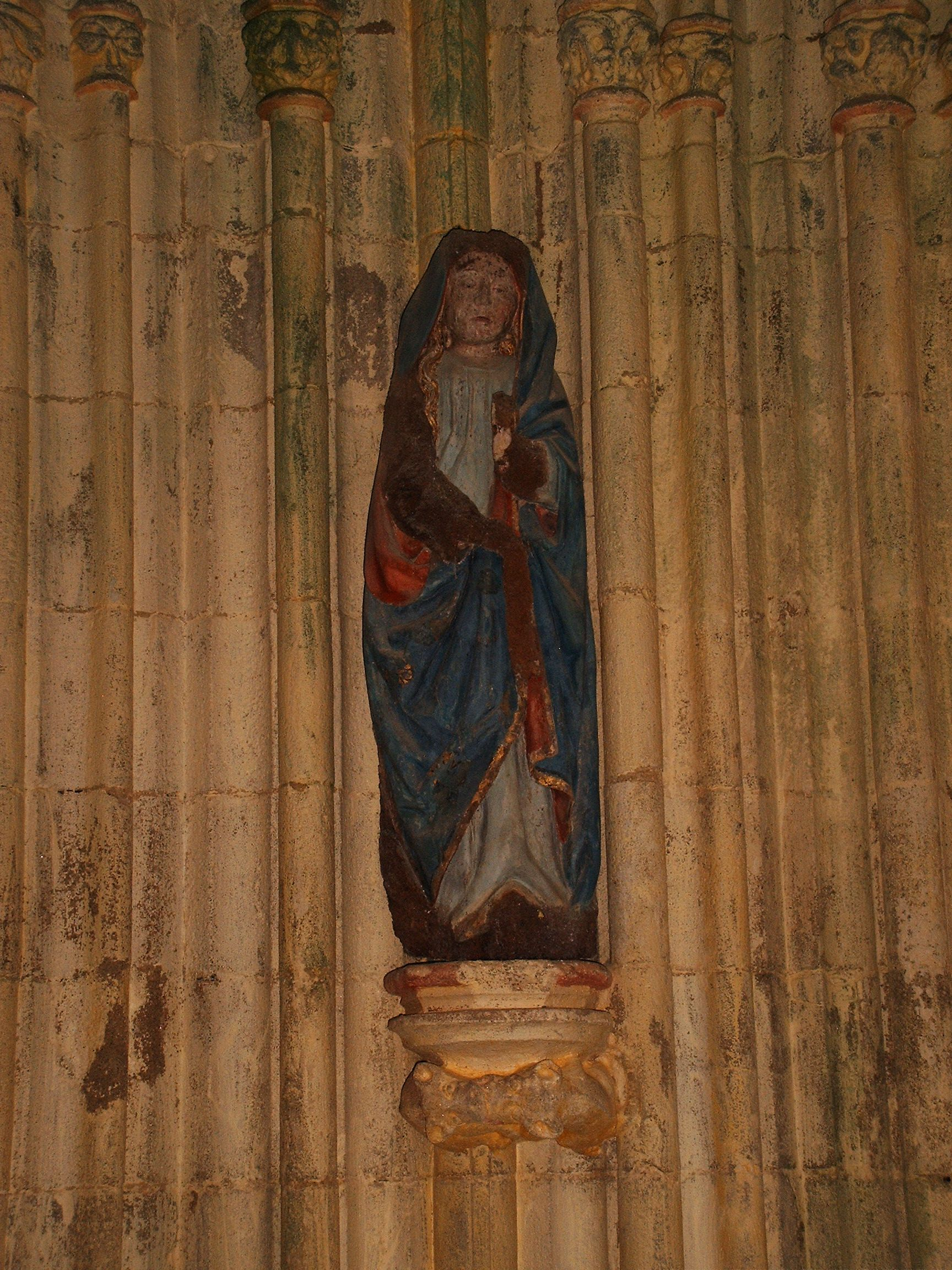
Chapelle Notre-Dame-de-Tronoën : statue de Notre-Dame-de-Tronoën.
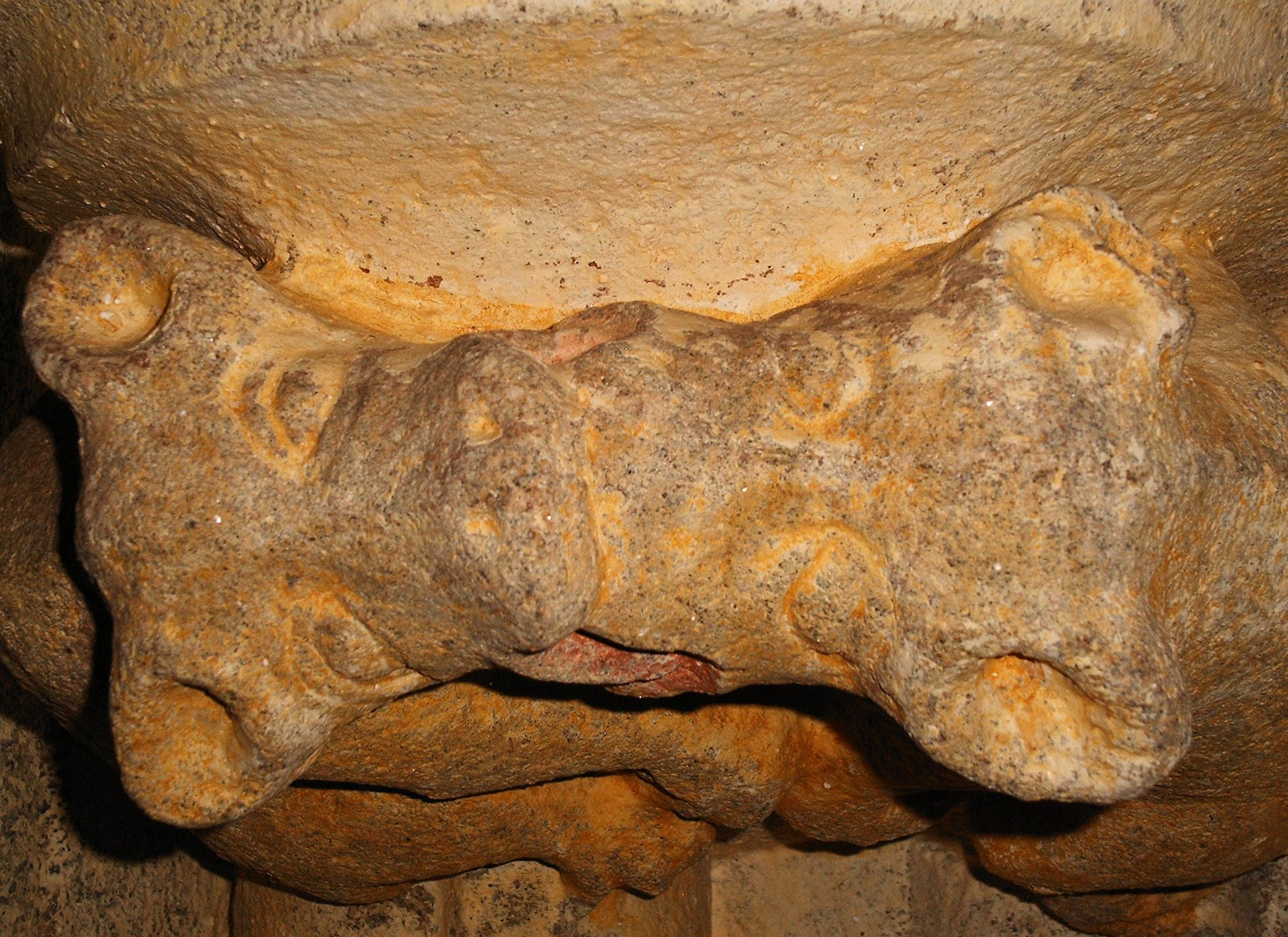
Chapelle Notre-Dame de Tronoën : statue ancienne.
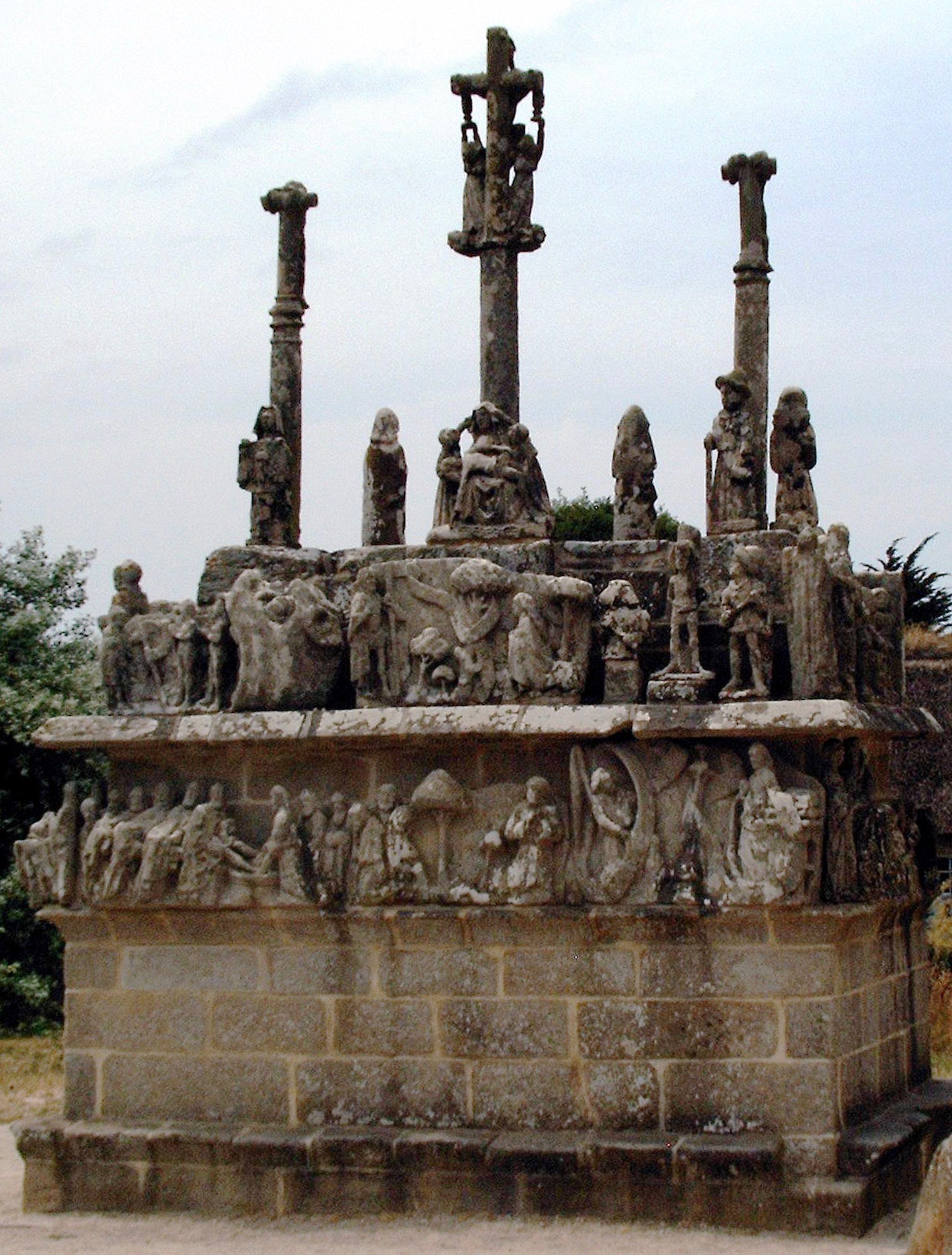
Le calvaire de Tronën : vue d'ensemble.
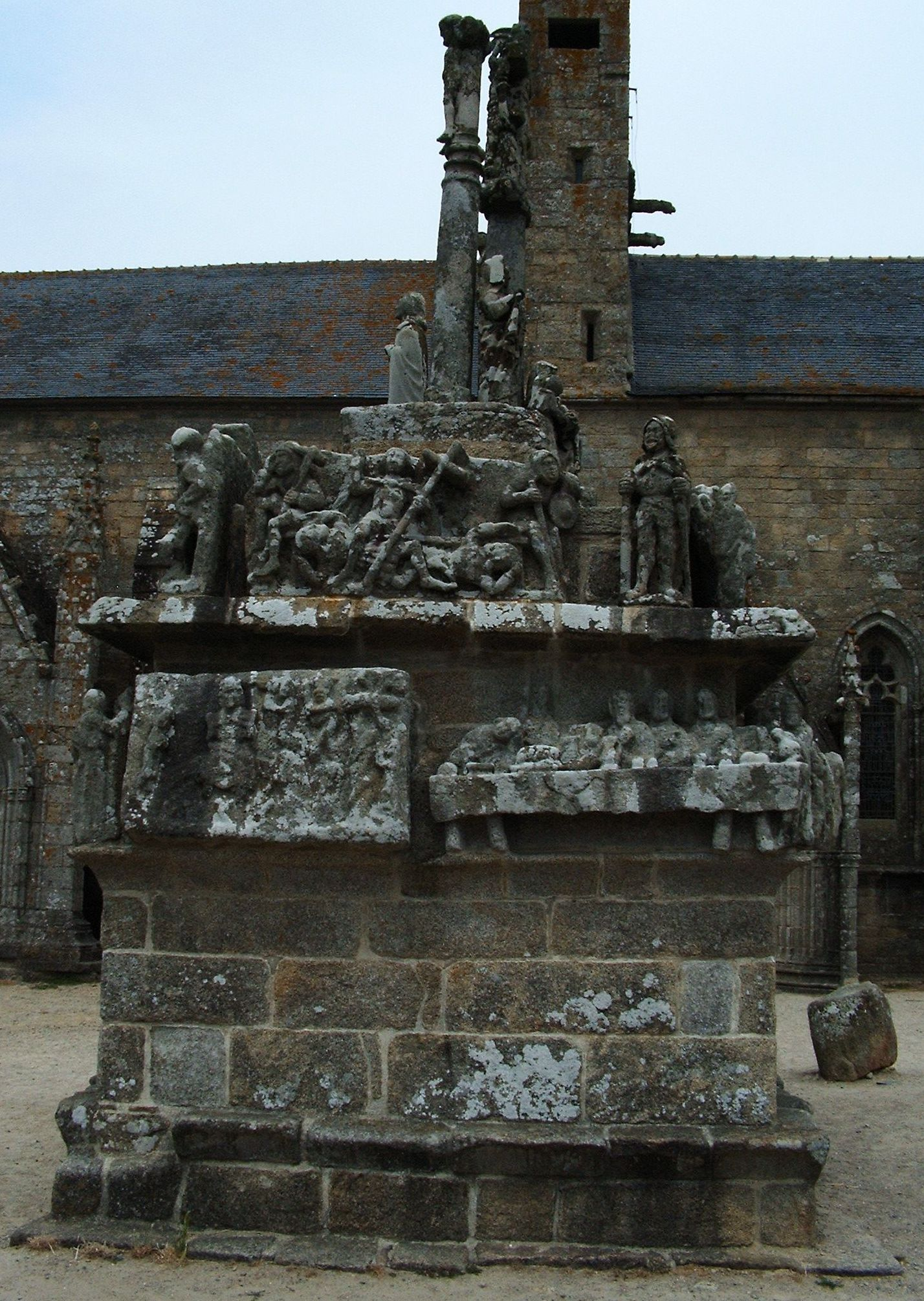
Le calvaire de Tronën : vue d'ensemble.
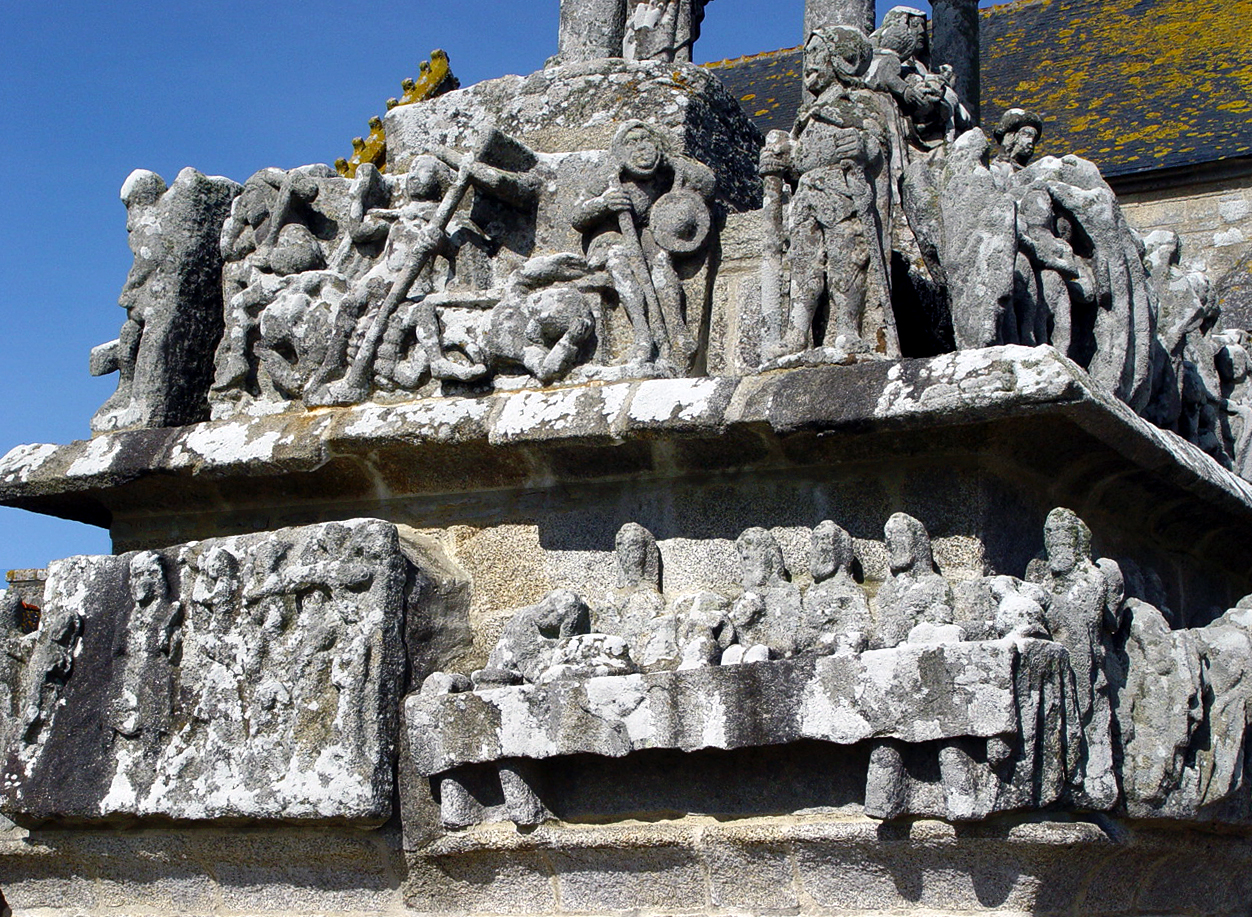
Le calvaire de Notre-Dame-de-Tronoën : face sud.
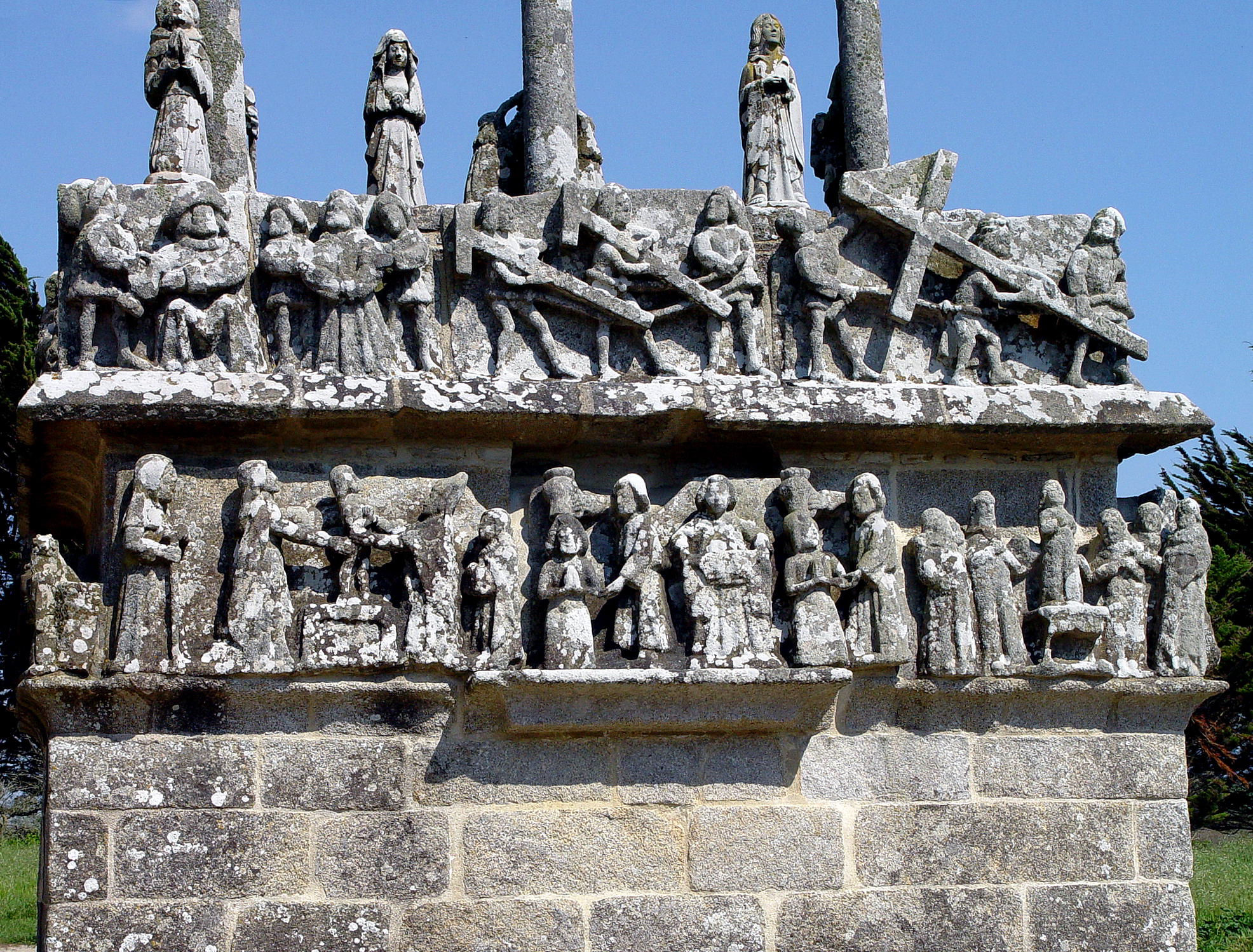
Le calvaire de Notre-Dame-de-Tronoën : face ouest.
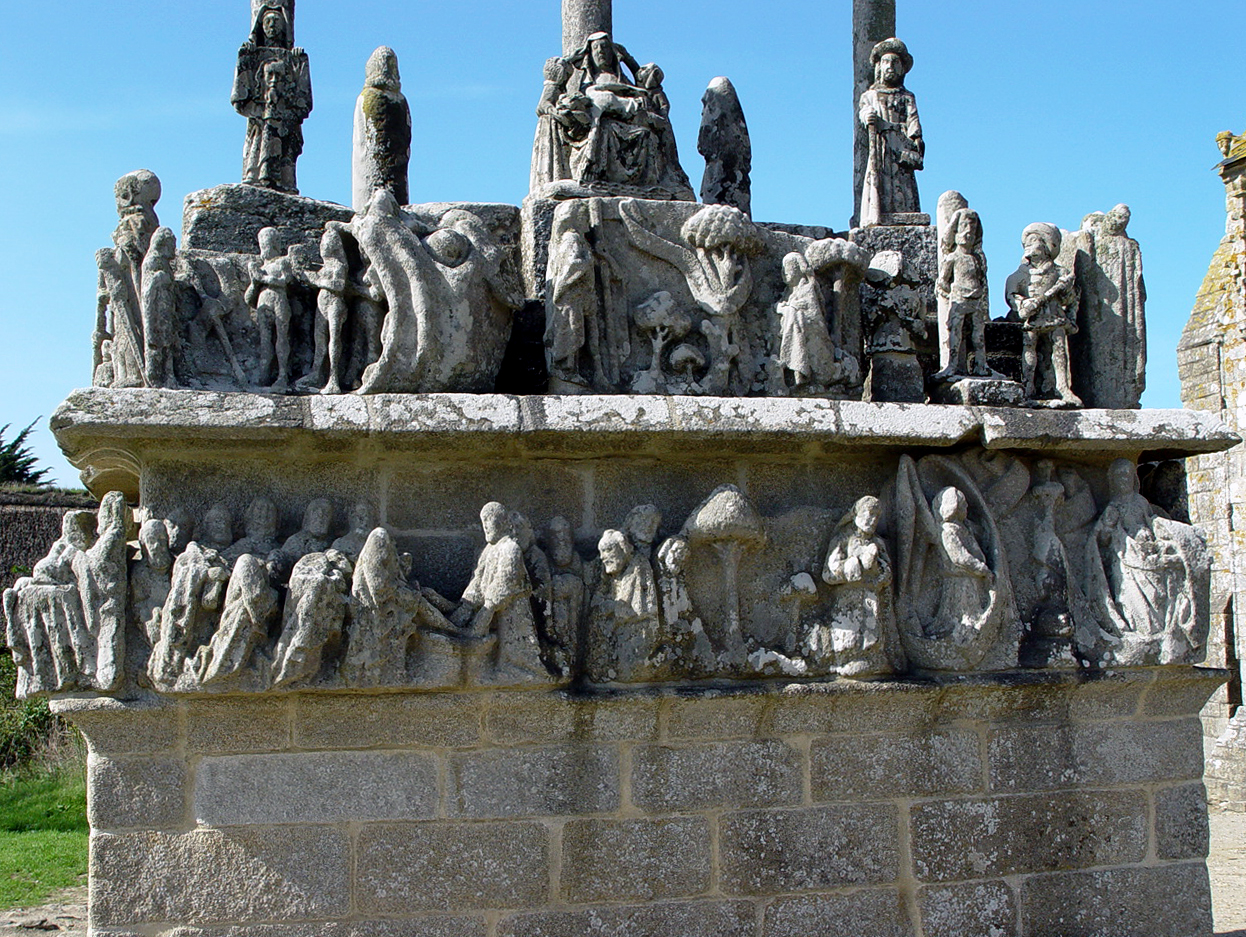
Le calvaire de Notre-Dame-de-Tronoën : face est.
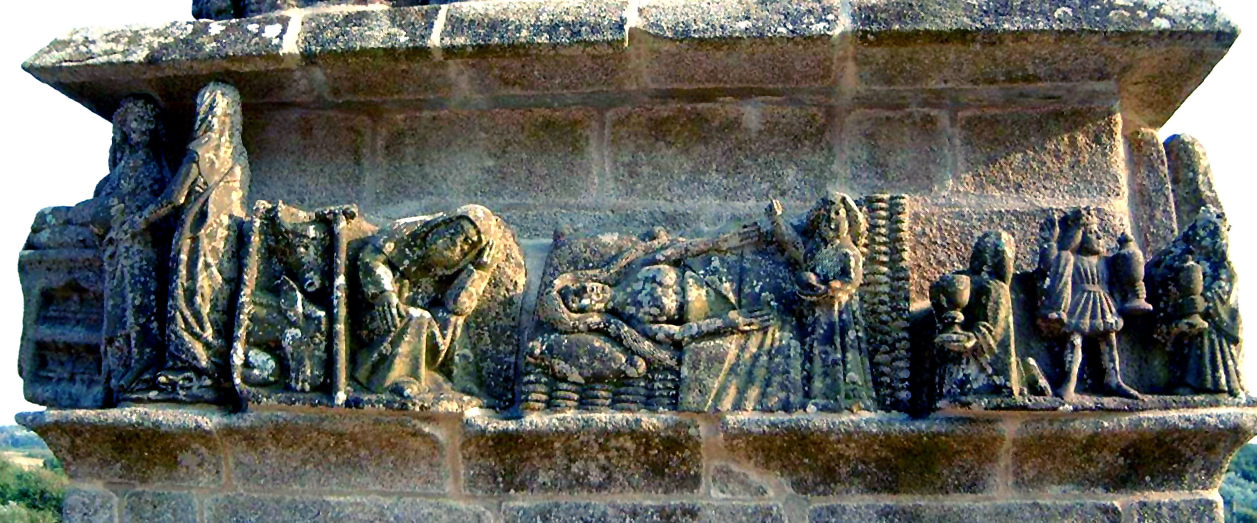
Le calvaire de Notre-Dame-de-Tronoën : face nord (vue partielle).
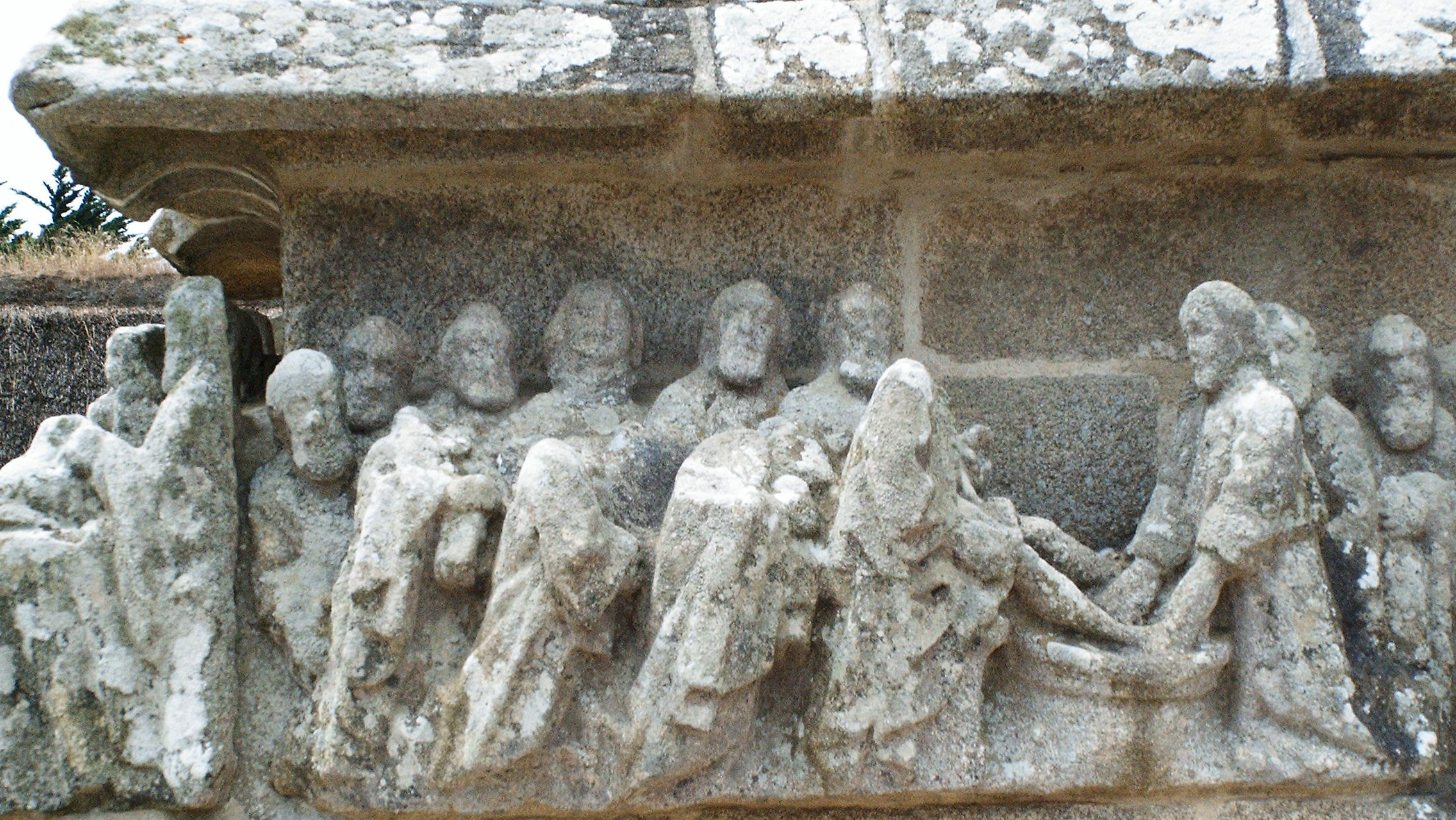
Le calvaire de Tronoën : la frise du piédestal.
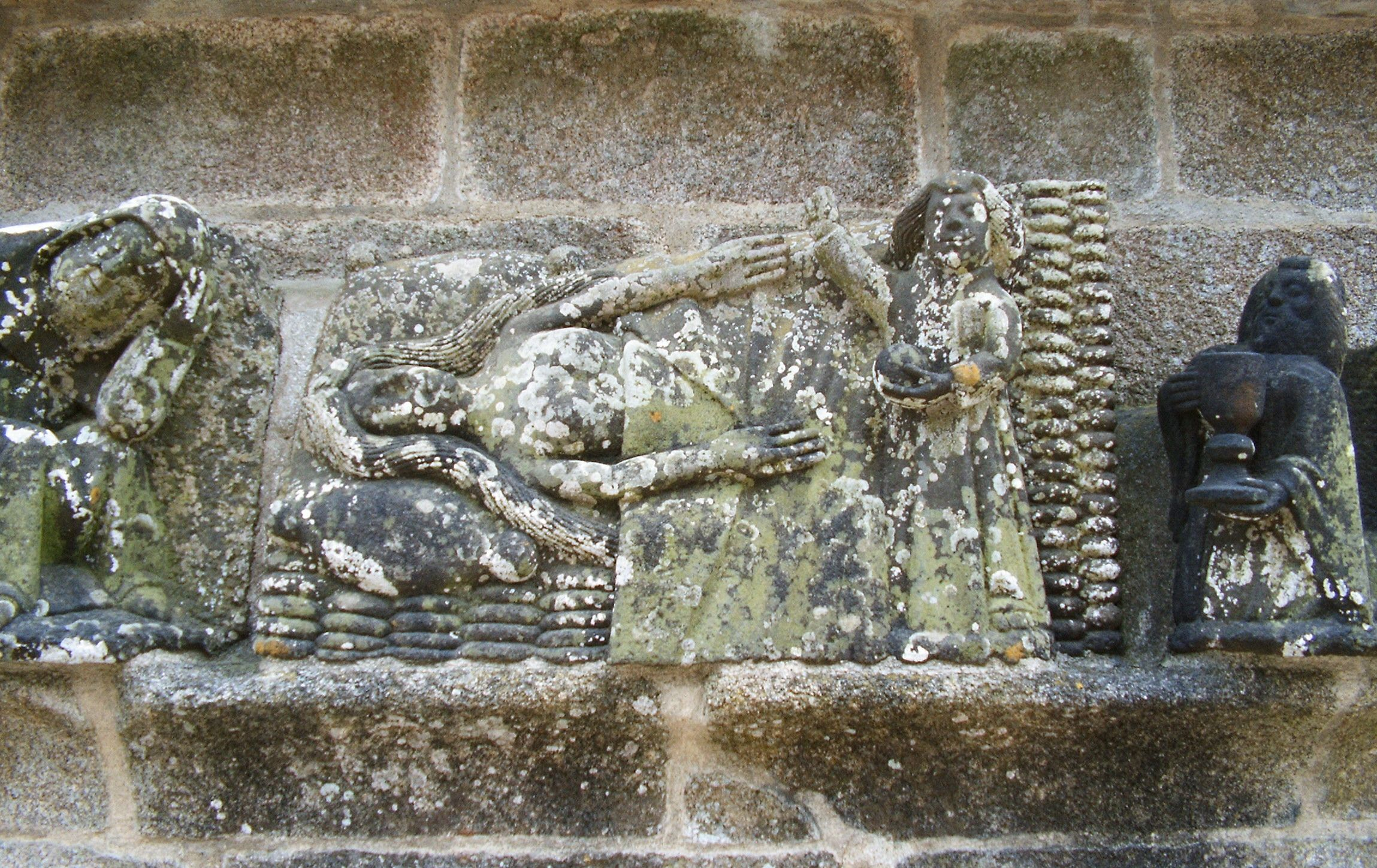
Le calvaire de Tronoën : la frise du piédestal.

- Calvaire et chapelle de Saint-Evy[52], dédiés à saint Evy, qui est peut-être saint They ou David de Ménevie. Cette chapelle du XVIIe siècle est située près du village de Kerbascol, dans l'enclave de Gorré-Beuzec. Sur l'aile nord de l'édifice figurent un calice sculpté dans le granite et la date « 1660 ». Une fontaine se situe à l'angle de la nef et de l'aile sud[53].

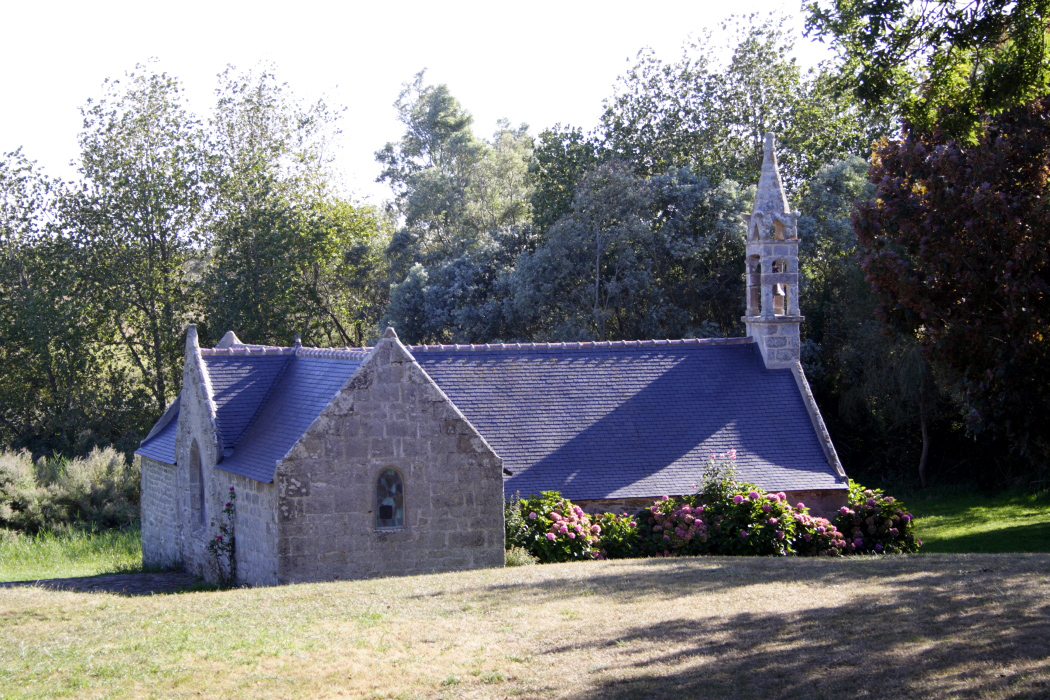
Chapelle Saint-Evy.
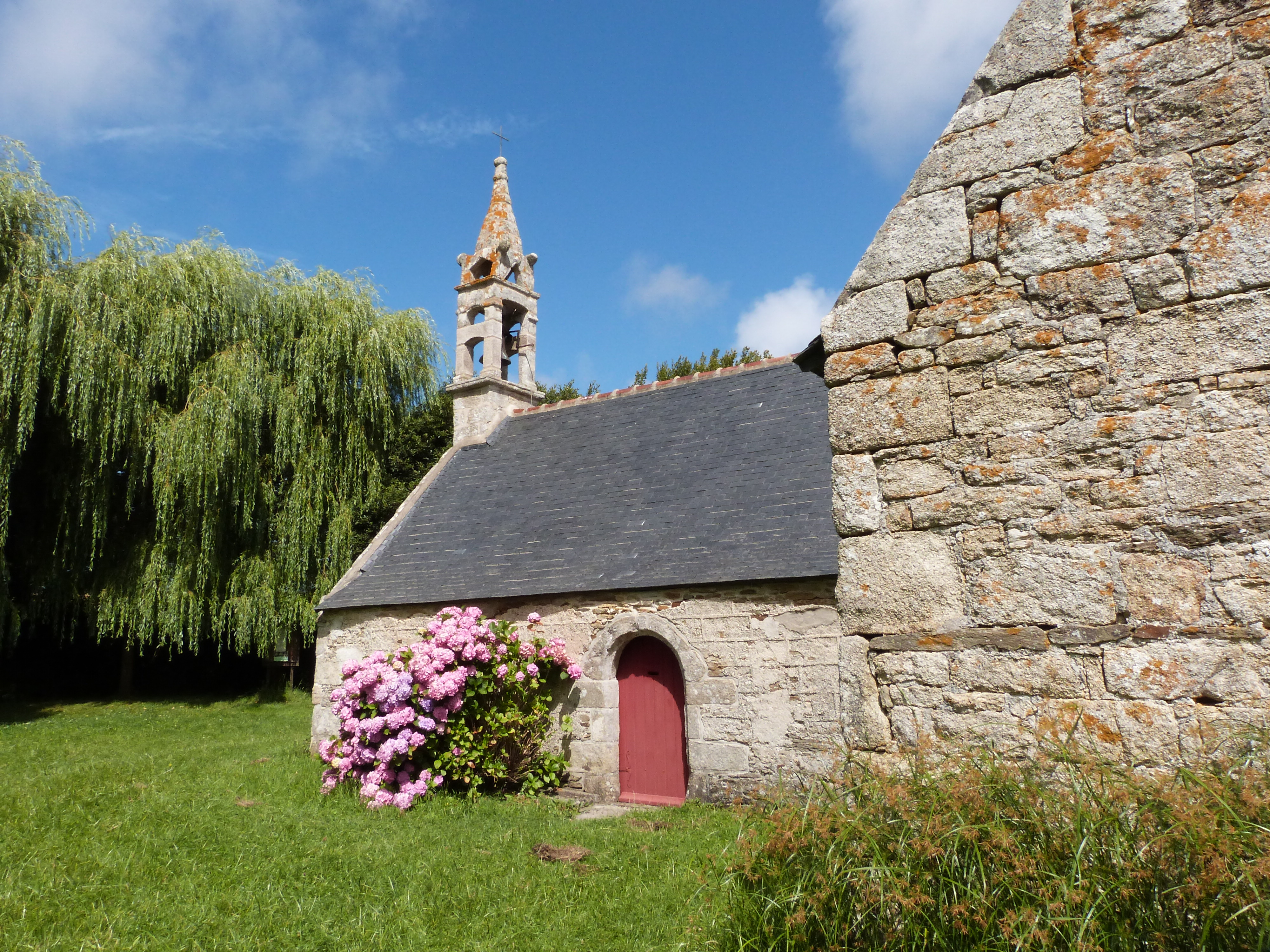
Chapelle de Saint-Evy, datée du XVIIe siècle.
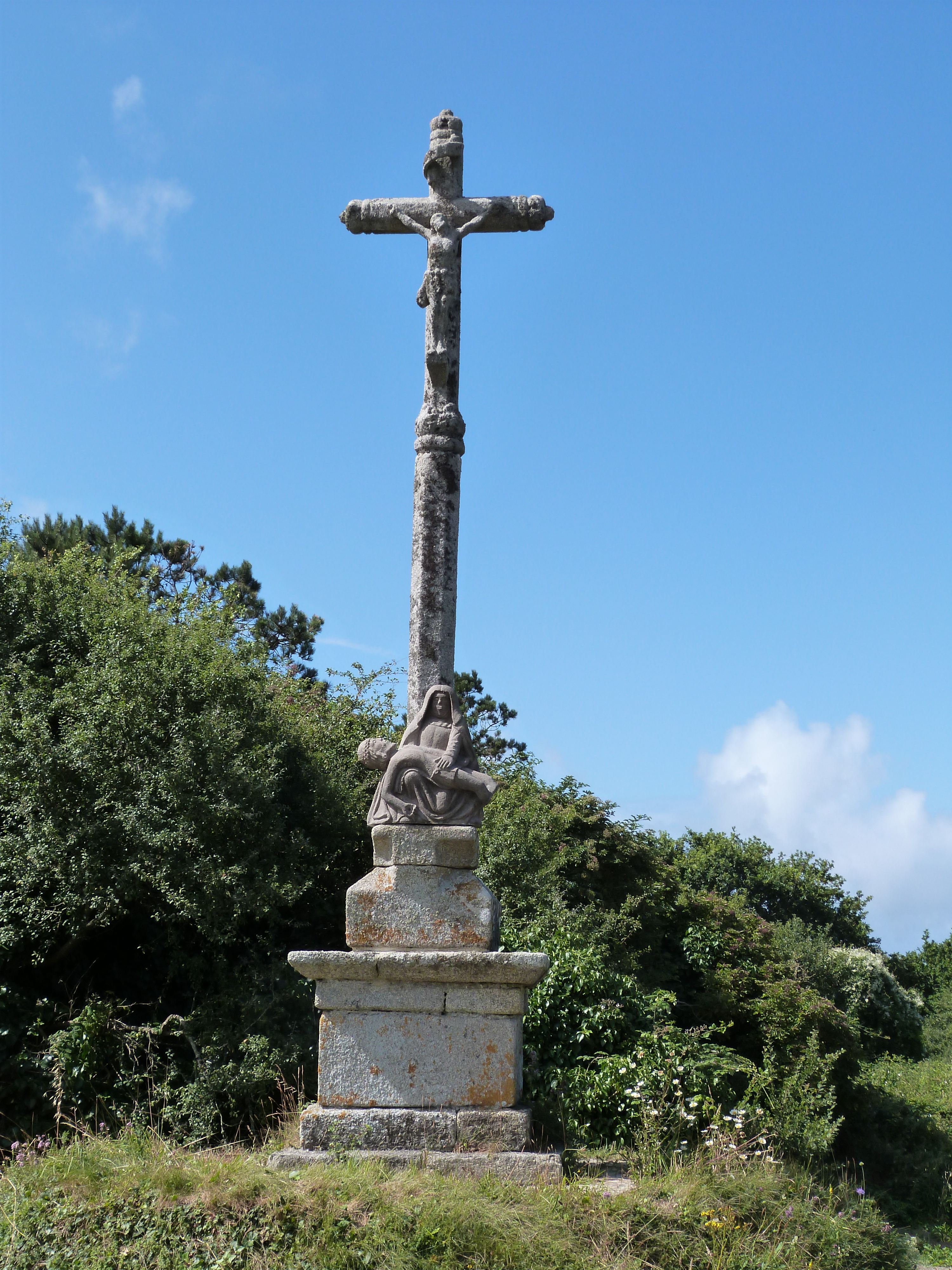
Calvaire de Saint-Evy (XVIe siècle), restauré au XIXe siècle.
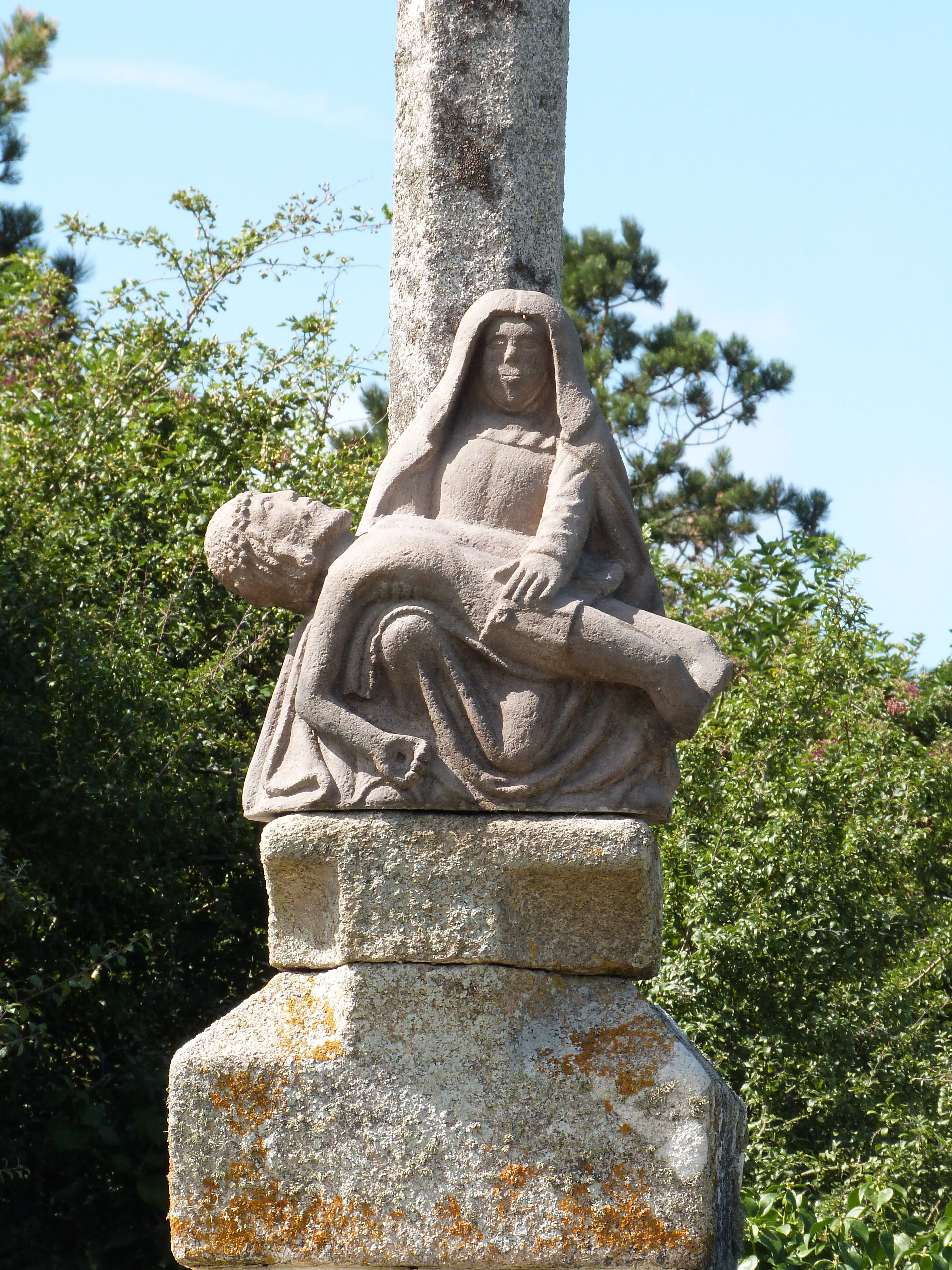
Pietà du calvaire de Saint-Evy (réplique de l'original).

- Église paroissiale Saint-Jean-Baptiste.

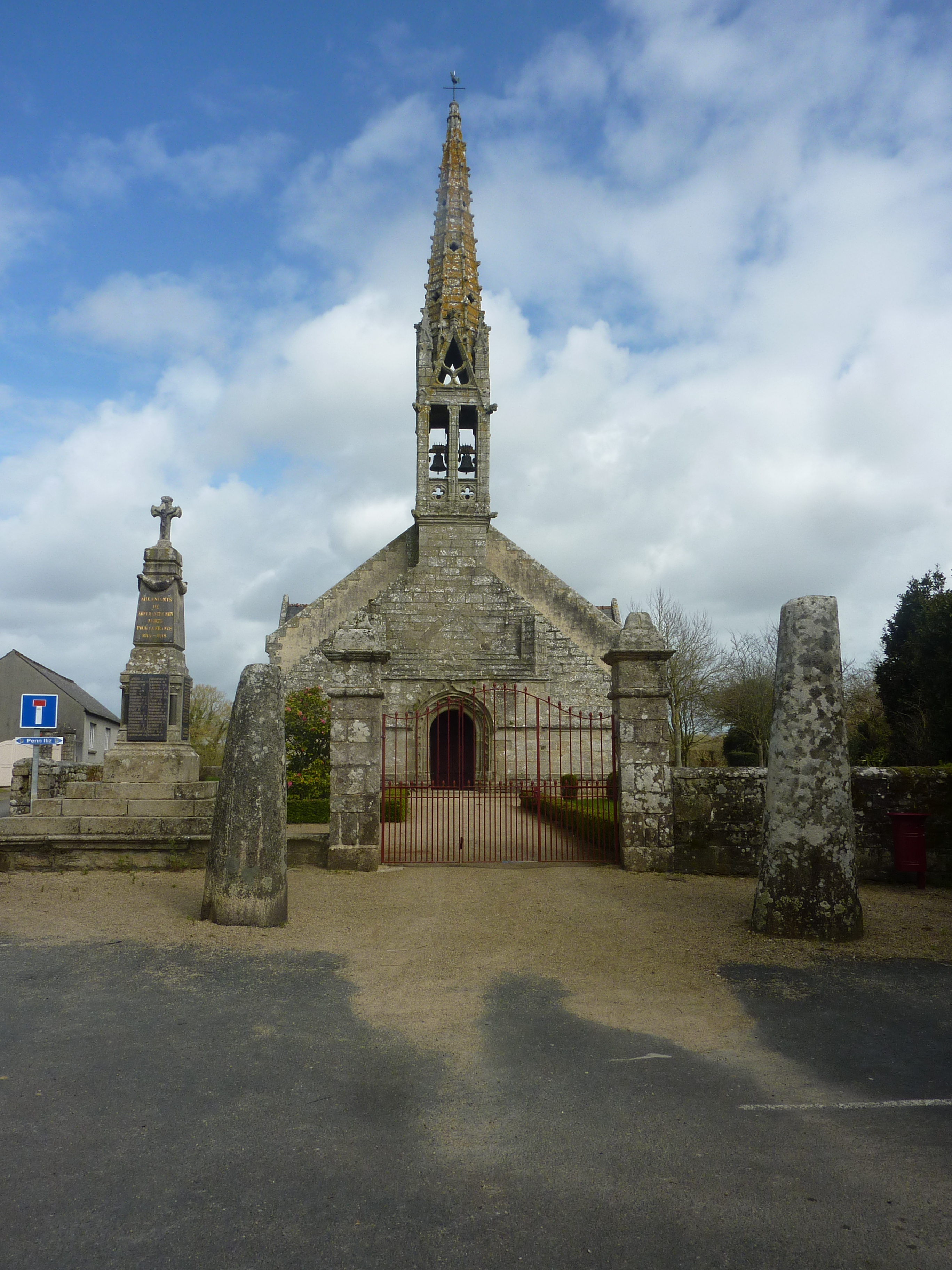
L'église paroissiale Saint-Jean-Baptiste et le monument aux morts.
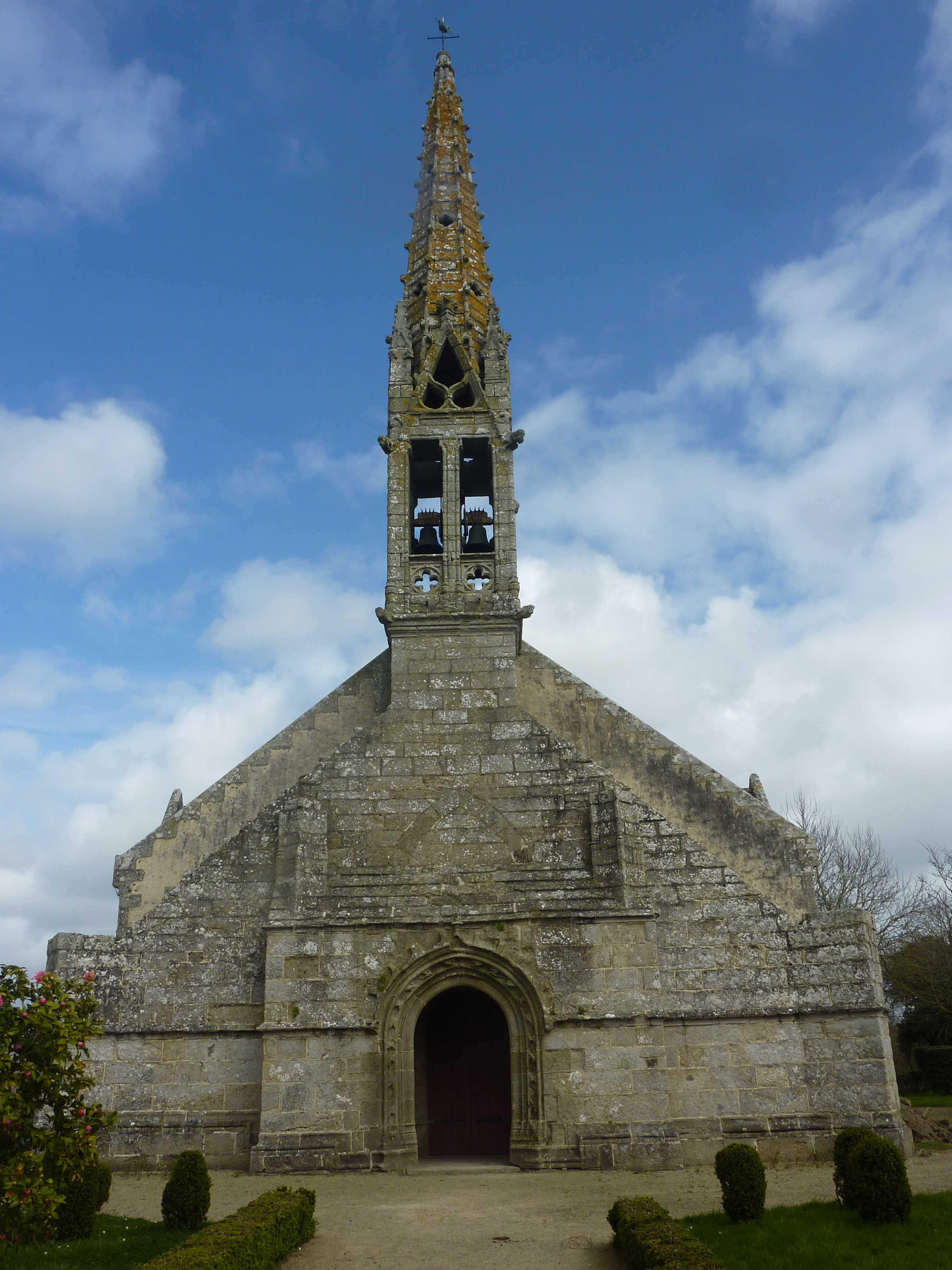
L'église paroissiale Saint-Jean-Baptiste : la façade.
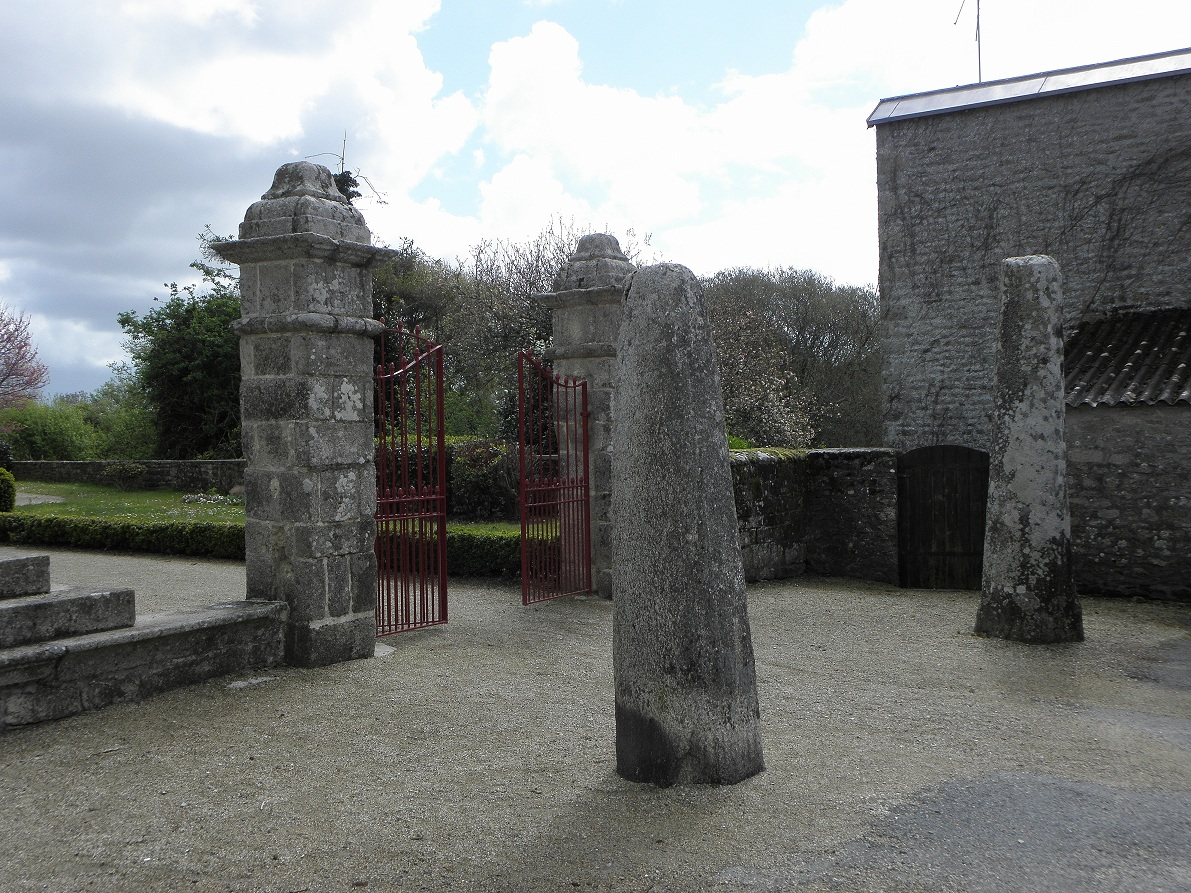
Stèles tronconiques devant l'église paroissiale de Saint-Jean-Trolimon.

- Le calvaire de Kerfilin[54], érigé en 1505 ; abattue par une tempête en 1970, sa croix a été replacée à l'identique. Il a été repeint en 2021 afin qu'il retrouve ses couleurs d'origine[25].

### Patrimoine culturel
L'adhésion à la charte Ya d'ar brezhoneg a été votée par le Conseil municipal le 17 septembre 2004.
La "Maison des Jeux Bretons", créée en 2006, présente une quinzaine de jeux traditionnels bretons.

### Personnalités liées à la commune
- Guy Trévoux (1920-2011), écrivain, résidait dans la commune.
- Pierre Flatrès (1921-1998), géographe, né dans la commune.